# Bad Liebenwerda
Bad Liebenwerda (bis 1925 Liebenwerda; niedersorbisch Rukow) ist eine Kurstadt im Landkreis Elbe-Elster im Land Brandenburg.

## Geografie
Bad Liebenwerda liegt circa 60 Kilometer nordwestlich von Dresden und rund 75 km östlich von Leipzig an der Schwarzen Elster.
Nachbargemeinden
Nachbarorte von Bad Liebenwerda sind die Städte Elsterwerda, Mühlberg und Uebigau-Wahrenbrück sowie die Gemeinde Röderland und das Amt Elsterland mit den Gemeinden Rückersdorf und Schönborn. Entlang der Landesgrenze zum Freistaat Sachsen grenzt Bad Liebenwerda an das Territorium der Stadt Gröditz und der Gemeinde Zeithain.

Karte der Ortsteile

Liebenwerda auf einer geschichtlichen Karte des Kreises Liebenwerda (1910).

## Stadtgliederung
Zum Stadtgebiet gehören neben dem ursprünglichen Stadtgebiet die Ortsteile Burxdorf, Dobra, Kosilenzien, Kröbeln, Langenrieth, Lausitz, Maasdorf, Möglenz, Neuburxdorf, Oschätzchen, Prieschka, Thalberg, Theisa, Zeischa und Zobersdorf.
Hinzu kommen die Wohnplätze Am Holzplan, Heideschlößchen, Knissen, Obermühle, Schumpe, Siedlung, Teichgut Mittelhausen, Teichhäuser, Untermühle, Weinberge und Ziegelhäuser.

## Geschichte

### Ortsname
Liebenwerda besteht aus zwei Teilwörtern. Lib oder Liv bedeutet so viel wie Liebe oder Leben. Das Wort -werda leitet sich von werder ab, was eine Insel oder eine Erhebung bezeichnet.
Der deutsche Ortsname hatte im Laufe der Zeit verschiedene Schreibweisen: 1231 Lievenwerde (in der ersten urkundlichen Erwähnung), 1243 Liuenwerde, 1253 Livenwerde, 1301 Liebenwerde, 1304 Liuenwerde, 1347 Lybenwerde, 1375 Liebenwerde, 1505 Liebenwerd und 1550 Libenwerda.
Der sorbische Ortsname Rukow wurde von der älteren Fischersiedlung, der auf Deutsch „Winkel“ oder „Stadtwinkel“ und auf Sorbisch Rukowc genannten und bis 1873 eigenständigen Amtsvorstadt auf das später gegründete Städtchen übertragen und wird in deutschen Quellen noch 1569 als Ruko genannt.
Am 9. Januar 1925 wurde die Stadt durch das Preußische Staatsministerium in Bad Liebenwerda umbenannt. Die Deutsche Reichsbahn folgte mit der Umbenennung des Bahnhofs Liebenwerda in Bad Liebenwerda zum 1. Juli 1925.

### Geschichte der Stadt

#### Frühgeschichte, Stadtgründung und Mittelalter

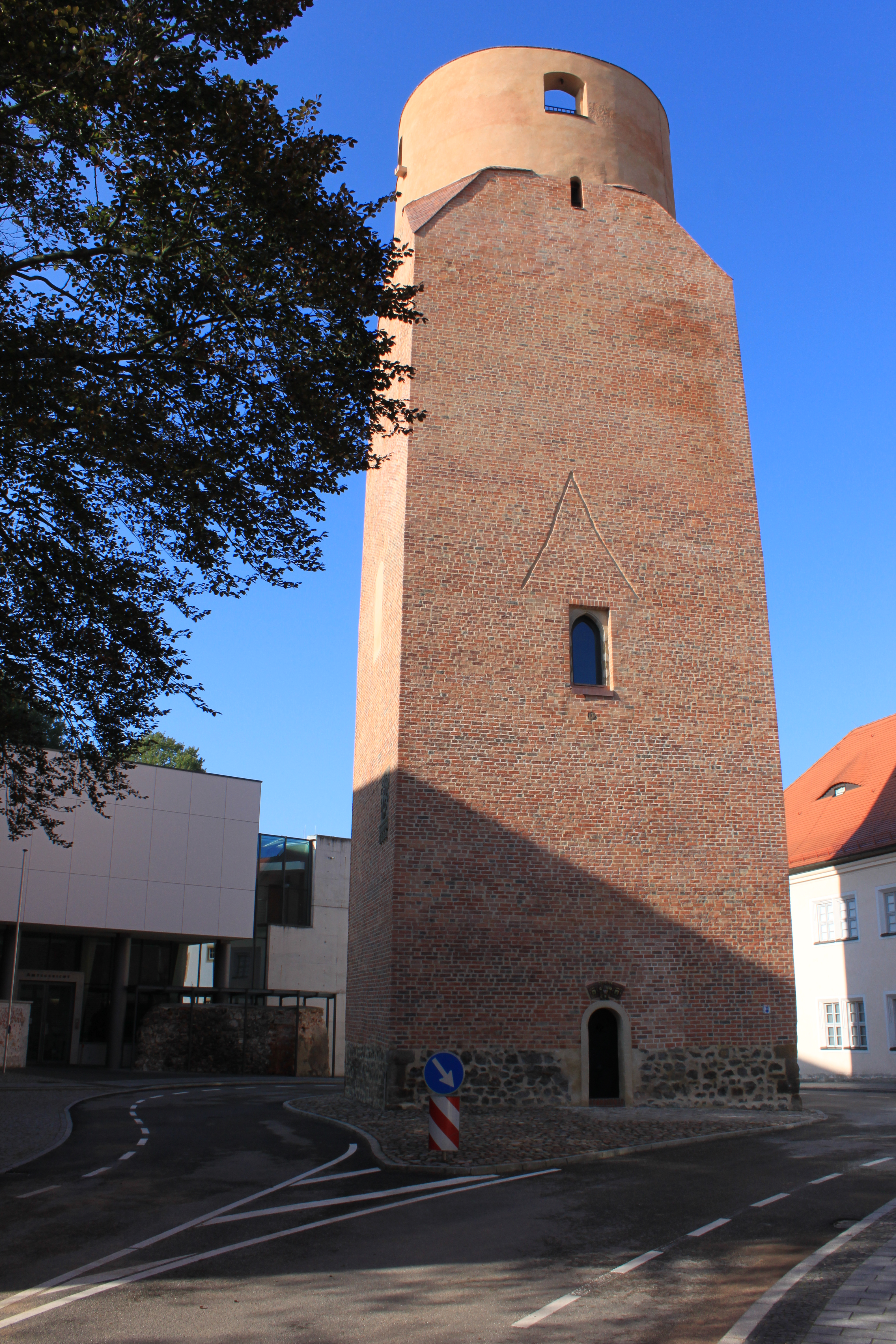
Lubwartturm

Über die Entstehung der Stadt Liebenwerda ist bisher nur wenig bekannt. Es gibt Vermutungen über eine slawische Vorbesiedlung des Stadtgebiets, wofür aber bisher ein eindeutiger archäologischer Nachweis fehlt. Eine 1231 in Liebenwerda angefertigte Urkunde ist der erste geschichtliche Nachweis über das Bestehen des Ortes. Der amtierende Vogt des Markgrafen von Meißen, Otto von Ileburg, ließ das Schriftstück anfertigen, in dem Festlegungen zur Beilegung eines Streits mit dem zwischen 1165 und 1184 gegründeten Kloster Dobrilugk getroffen wurden. Als advocatus in Lievenwerde wurde Otto von Ileburg erwähnt. Da ein  Walterus plebanus in lievenverde (übersetzt aus lat.: Leutpriester Walter in Liebenwerda) als einer der Zeugen aufgeführt wurde, lässt dies auf eine Siedlung mit Kirche schließen. Sie entstand im Schutze einer aus dem 12. oder 13. Jahrhundert stammenden Burg, die sich auf der Elsterinsel befand, deren ältester Nachweis ein noch heute erhaltener, um 1207 errichteter Bergfried, der Lubwartturm, ist.

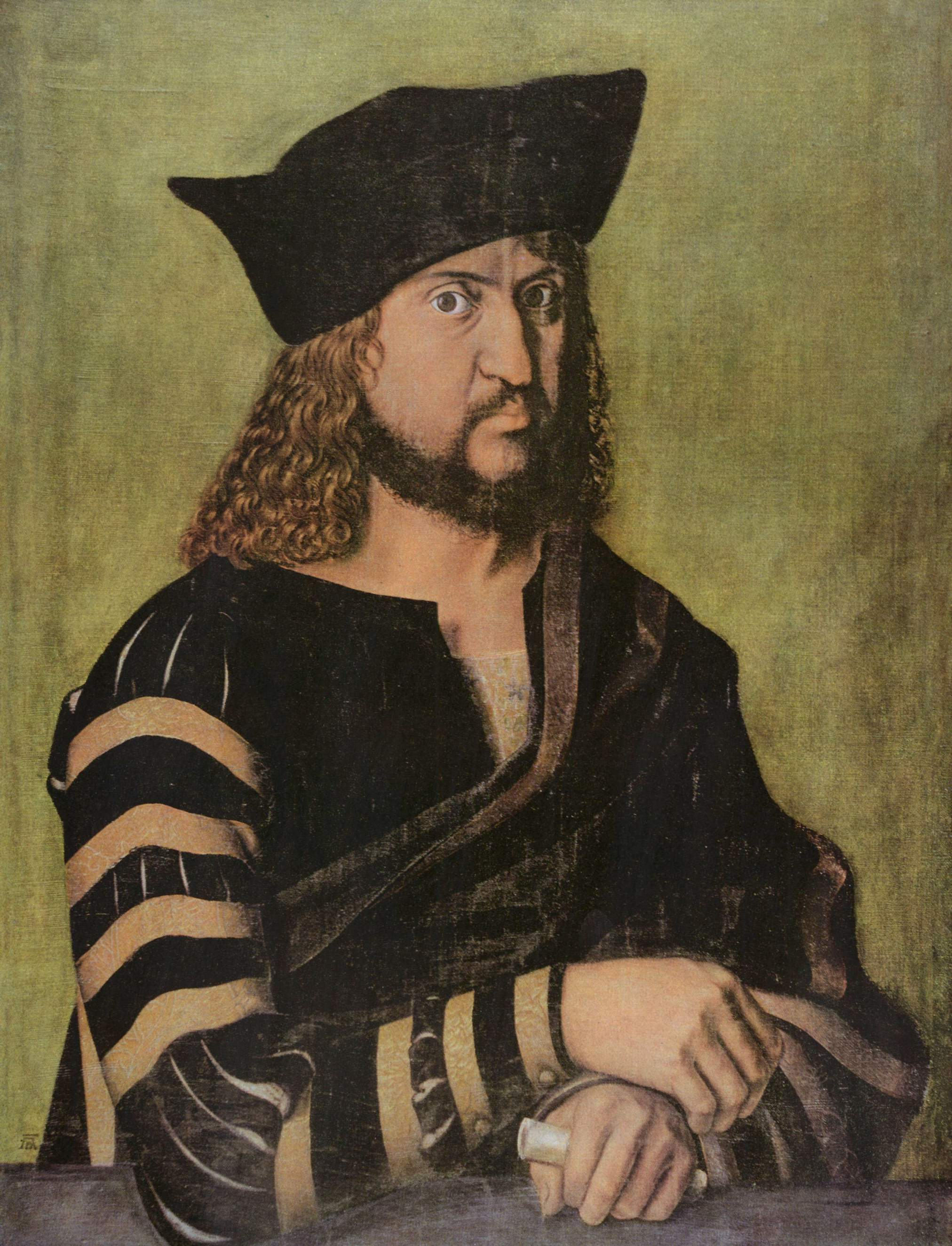
Friedrich der Weise

Über die Verleihung von Stadtrechten ist nichts Konkretes bekannt. Allerdings wurde Liebenwerda 1304 erstmals in einer Urkunde mit in nostre civitate Lievenwerde als Stadt bezeichnet. In einer Urkunde des Herzogs und Kurfürsten Rudolf II. aus dem Jahr 1367 wurde über das Vorhandensein von Handwerkerzünften, der Nikolaikirche, drei Kapellen an den Toren der Stadt, einer Lateinschule und eines Steindammes berichtet. Der Kurfürst hatte seit 1360 die Herrschaft in Liebenwerda. Liebenwerda war zu dieser Zeit ein regional bedeutsamer Wallfahrtsort an der Niederstraße, und die kirchlichen Andachtstätten der Stadt wurden durch Stiftungen wohlhabender Adliger mit Altären ausgestattet. Die Stadtkirche verfügte gegen Ende des 15. Jahrhunderts neben dem Altar Beatae Virginis Mariae über sieben weitere Altäre. Ein wundertätiges Marienbild in der Kapelle Zum heiligen Kreuz am Luckauer Tor zog von überallher Wallfahrer an, und zahlreiche Heiligtümer sowie Reliquien aus dem heiligen Land, welche die Kurfürsten Rudolf III. und Friedrich der Weise spendeten, sorgten für steigende Pilgerscharen, die unter anderem auf dem nördlich in die Stadt führenden Pilgerweg in die Stadt kamen. Außerdem befanden sich noch über 60 Reliquien in der Schlosskapelle. Weitere Kapellen waren St. Barbara, die sich vermutlich am Haynschen Tor befand, sowie Unserer lieben Frau. Der Standort dieser mehrfach in Urkunden und Amtsrechnungen erwähnten Kapelle wird in der Nähe des einstigen Torgauer Tores vermutet. Diese Kapellen verfielen nach der Reformation und wurden später abgetragen.
Gegen Ende des 14. Jahrhunderts ging die Stadt in den Besitz der sächsischen Herzöge über, und sie wurde das Verwaltungszentrum des neugebildeten sächsischen Amtes Liebenwerda, das die ehemaligen ileburgischen Herrschaften Liebenwerda, Wahrenbrück und Uebigau umfasste. Zu dieser Zeit hatte sich in Liebenwerda bereits eine rege Markttätigkeit entwickelt, die der Stadt beachtliche Einnahmen brachte. Die Markttage, die bis in die ersten Jahrzehnte des 20. Jahrhunderts hinein bestanden, gingen vor allem aus den Wallfahrts- und Ablasstagen hervor und förderten das wirtschaftliche Leben der Stadt. Nach dem Tod Albrecht III. 1422 erhielt seine Witwe Ephigenia Offigka (Offka) das Schloss Liebenwerda als Leibgedinge.

#### Frühe Neuzeit

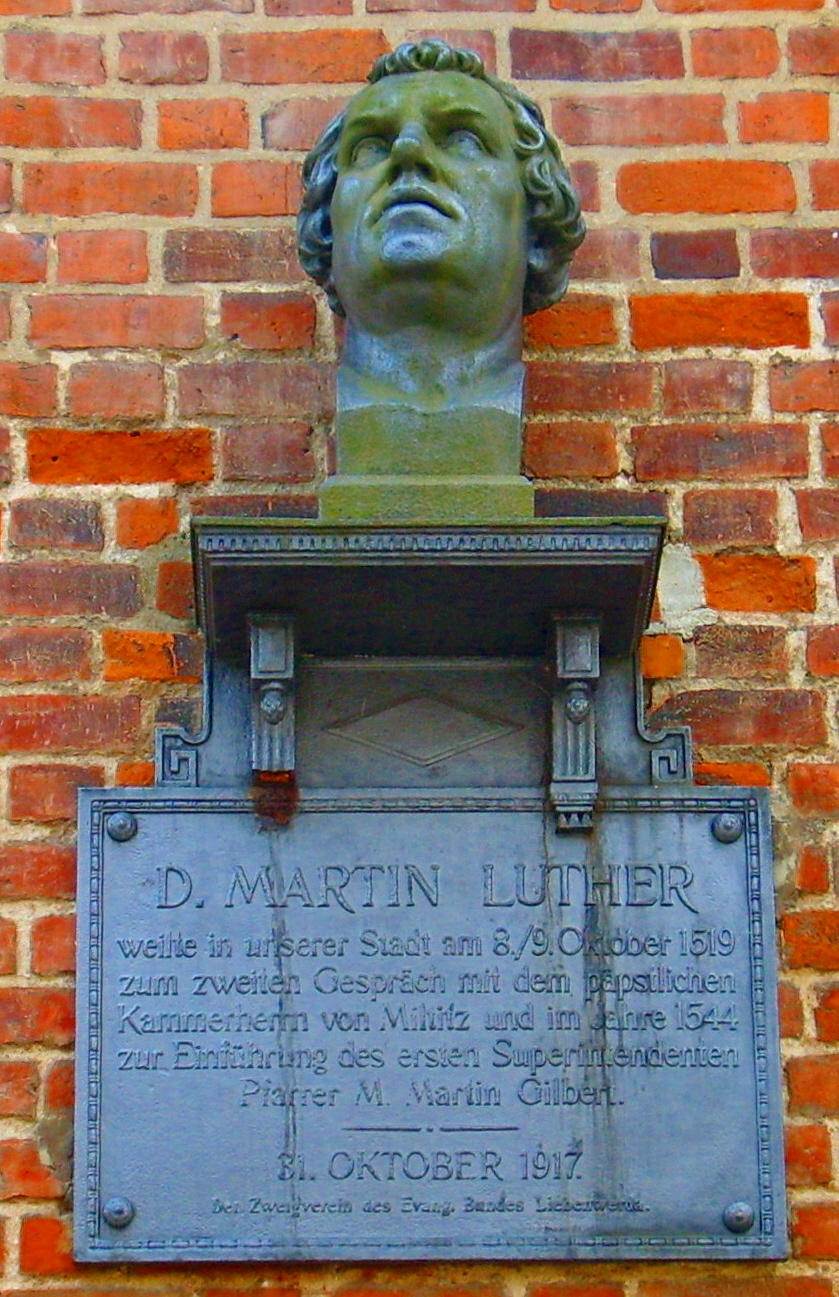
Büste Martin Luthers an der Kirche St. Nikolai

Nach dem Beginn der Reformation traf sich 1519 Martin Luther in Liebenwerda mit dem päpstlichen Nuntius Karl von Miltitz zu einem Streitgespräch, das allerdings wie eine vorhergehende Unterredung in Altenburg ergebnislos blieb. Nach der Durchsetzung der Reformation wurde auf Empfehlung Luthers und Melanchthons Martinus Gilbert de Spaignarts 1545 zunächst zum Stadtpfarrer, 1555 dann zum ersten Superintendenten Liebenwerdas ernannt. Von 1567 bis 1573 war Georg Lysthenius Superintendent in Liebenwerda, welcher später als Hofprediger entscheidenden Einfluss auf den Kurfürsten von Sachsen und die Entwicklung der Reformation hatte. In dieser Zeit entstanden auch die drei Vorstädte. Die Luckauische Vorstadt erstreckte sich vom Luckauer Tor bis zur Elsterbrücke. Der Standort des mittlerweile abgetragenen Tors ist heute noch durch eine eingerückte Häuserzeile zu erkennen. Die Hainsche Vorstadt begann an der Einmündung des Südrings in die Hainsche Straße und verlief über einige Bauten in Richtung Zobersdorf. Der Standort dieses ehemaligen Tores ist ebenfalls am Verlauf der Häuserfront erkennbar. Die Torgauer Vorstadt zog sich von der Kreuzung Nordring/Südring und Torgauer Straße bis zur Fischergasse. 1558 erwarb der Rat die Gerichtsbarkeit. Auf dem Marktplatz wurden die Urteile gefällt, während die Hinrichtungen vor der Stadt vollzogen wurden. Ein in das Pflaster eingelassener Steinkranz zwischen Rathaus und Kirche erinnert an diesen Ort.
Im August und September des Jahres 1621 hatte die Stadt eine Kippermünzstätte (Pachtmünze), in der unter Münzmeister Jobst Wenighausen Interimsmünzen (Kippermünzen) geschlagen wurden. Die kurze Dauer ihres Bestehens dürfte nicht zum wenigsten auf die schlechte Qualität der dort geschlagenen Münzen zurückzuführen sein. Bekannt sind 12-Kreuzer-Stücke mit dem Münzmeisterzeichen  L und LW.
Schwere Verwüstungen erlitt die Stadt in der Zeit des Dreißigjährigen Krieges. Am 26. Mai 1634 plünderten durchziehende Soldaten die Stadt. Nachdem sie Kirche, Schloss, Rathaus und Wohnhäuser in Brand gesetzt hatten, forderten sie vom Bürgermeister Elias Borßdorff die Herausgabe der Stadtkasse und 25.000 Taler Kontribution. Nachdem dieser jegliche Forderungen ablehnte, fesselten sie ihn und schleiften ihn unbestätigten Überlieferungen zufolge bei Zeischa an Pferden gebunden zu Tode. Sein Grab ist dort bis in die Gegenwart erhalten, und die Rathausglocke läutet zu seinem Gedenken jeden Abend um 21:50 Uhr.

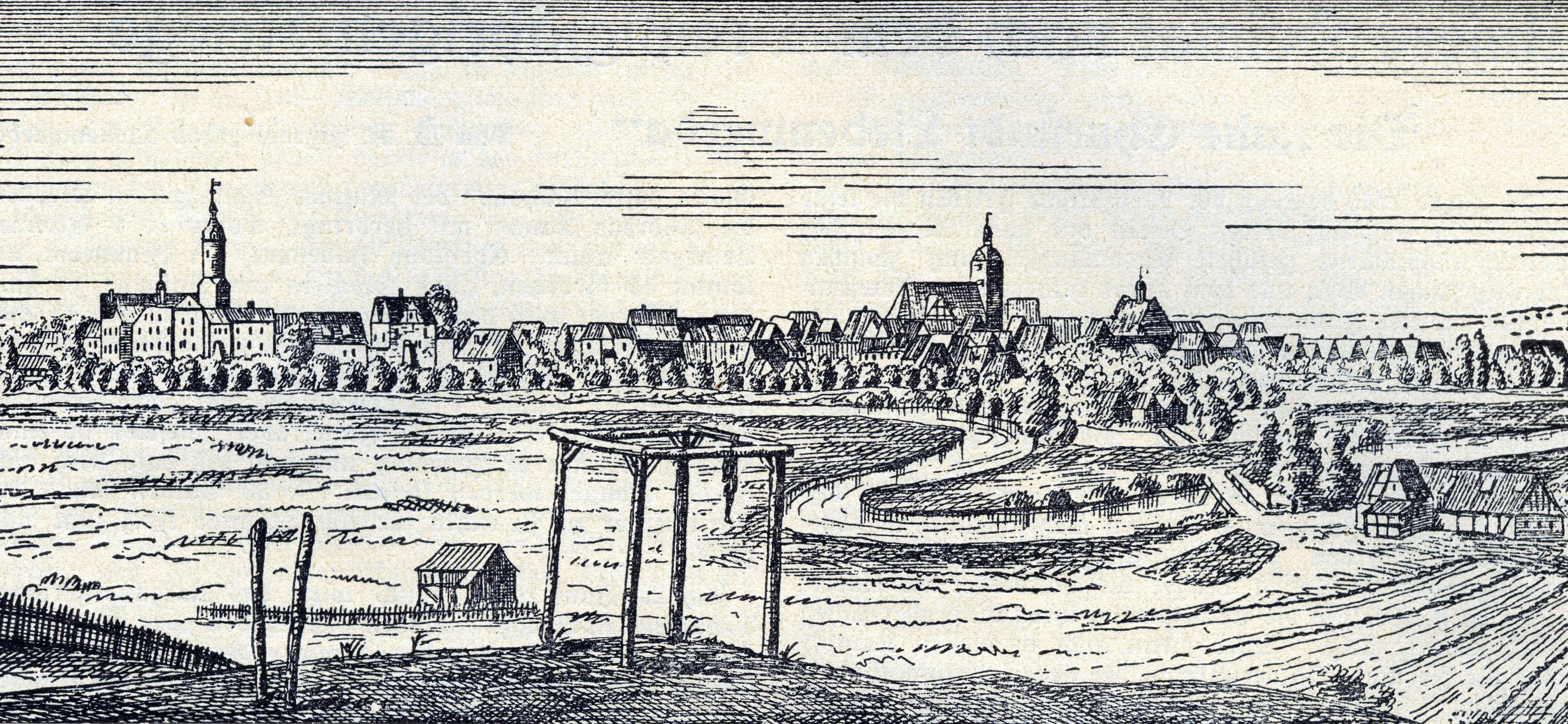
Stadt und Schloss Liebenwerda in der Mitte des 17. Jahrhunderts (nach Wilhelm Dilich)

Besonders schwer traf es die Stadt 1637, als sich schwedische Truppen des General Banér im Januar im nicht weit entfernten Torgau einnisteten, das angrenzende Elbe-Elster-Gebiet durchstreiften, plünderten und in Brand setzten. Am 31. Januar 1637 fiel Liebenwerda einer durch einen Marketenderjungen ausgelösten Feuersbrunst zum Opfer. Dabei wurde die Stadt fast gänzlich eingeäschert, und nur einige Hütten im Stadtwinkel blieben verschont. Spuren des Krieges waren bis in das 18. Jahrhundert noch sichtbar. Hinzu kamen in dieser Zeit Pestepidemien, die nach 1584 und 1599, besonders 1633, 1652 und 1663, in der Stadt ihre Opfer forderten. In dieser Zeit entstand die Sage vom Hirtenmädchen Barbara. Sie berichtet von der Tochter des einstigen Stadthirten, die in dieser Zeit an der Pest Erkrankte mit dem Wasser der Schwarzen Elster heilen konnte. 1733 zerstörte ein Feuer das Schloss. Die Bürger bauten daraufhin nur noch einzelne Gebäude wieder auf. Im Siebenjährigen Krieg forderten preußische Truppen 6000 Taler Kontribution.
Um 1800 richtete der Superintendent Seiffarth ein Institut zur unentgeltlichen Ausbildung von Lehrern ein, welches auch Lehrer aus der Inspektion Hayn ausbildete. 1806 gab es 214 Häuser in Liebenwerda. Die Einwohner lebten vom Brauwesen, Handwerk (es gab 1804 214 Meister), von der Landwirtschaft und vom Handel. Jedem Bürger der Stadt gehörte ein Teil der ehemaligen Rittergutsfelder. Unter den Handwerkern gab es besonders viele Tischler, deren Waren nach Dresden, Torgau und Lorenzkirch verkauft wurden. Weiter gab es 3 Tuchmacher und 37 Leineweber. Auch Pottasche wurde hier produziert und verkauft. Die Landwirtschaft brachte im Jahr 1804 etwa 400 Schock Korn, 50 Schock Weizen, 90 Schock Hirse, 1800 Schock Erdäpfel und 600 Schock Hafer, was aber den Jahresbedarf der Stadt nicht vollständig decken konnte. Das bei Zinsdorf gezogene Winterkraut überwinterte in Liebenwerda unter Schilfmatten und wurde nach der Reife zusammen mit anderen Küchenkräutern und Gemüsen bis nach Dresden verkauft. Damals gab es vier Jahr- und Viehmärkte, Wollmärkte und wie in Uebigau und Wahrenbrück auch Flachsmärkte.
Während der Befreiungskriege 1813 erlebte die Umgebung Liebenwerdas gewaltige Truppenbewegungen französischer und preußischer Kriegsverbände. Kurz vor der Völkerschlacht bei Leipzig nahmen Ende September die Korps der Generäle Dobschütz und Tauentzien mit 30.000 Mann in der Stadt für zehn Tage Quartier. Etwa zur gleichen Zeit lagerte vom 28. bis 30. September 1813 das Korps von Gebhard Leberecht von Blücher mit 30.000 Mann im nahe gelegenen Elsterwerda und Kotschka.

#### Vom Wiener Kongress bis zum Ende des Zweiten Weltkriegs

Kreishaus Liebenwerda, um 1905

Infolge der Bestimmungen des Wiener Kongresses 1815 gelangte Liebenwerda vom Königreich Sachsen an das Königreich Preußen und gehörte nun zum Regierungsbezirk Merseburg der preußischen Provinz Sachsen. Liebenwerda wurde administratives Zentrum des neu gegründeten Kreises Liebenwerda, das es bis zur Kreisgebietsreform von 1993 blieb. Kreishauptmann Freiherr von Rechenberg wurde 1816 als erster Landrat in sein Amt berufen. Der Landkreis bestand zu dieser Zeit aus den sechs Städten Liebenwerda, Elsterwerda, Mühlberg, Ortrand, Wahrenbrück und Uebigau sowie aus 82 Dörfern, 20 Vorwerken, 5 Kolonien und 22 Rittergütern. 1852 begannen bei Zeischa Bauarbeiten zur Regulierung der Schwarzen Elster. Der Fluss bekam bis 1861 sein heutiges Bett und wurde durch Dämme eingedeicht.

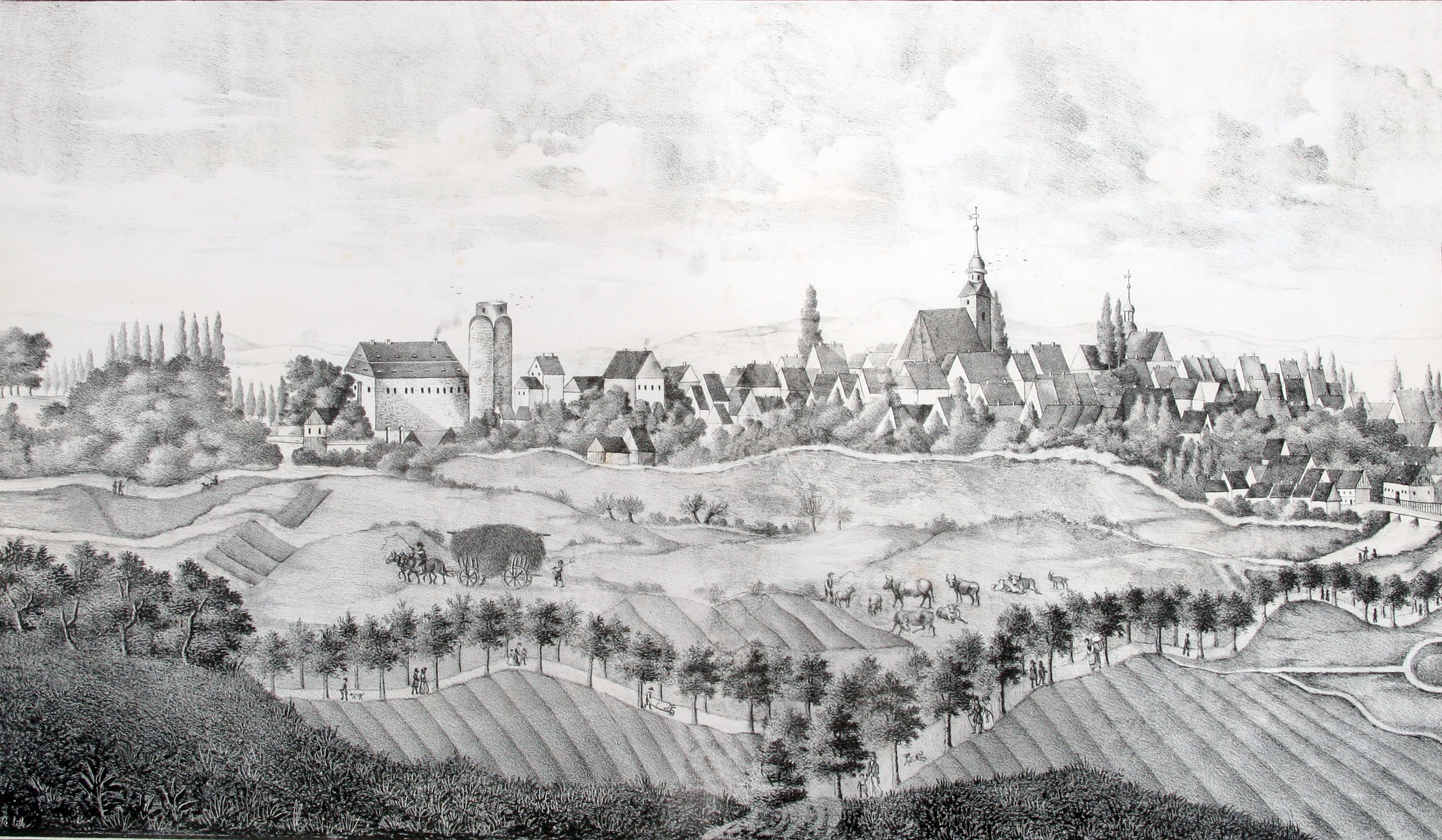
Liebenwerda von Norden her, 1836

Von großer Bedeutung für die Stadt sollte der Bau der Eisenbahnstrecke sein. Am 1. Juni 1874 wurde die Oberlausitzer Eisenbahn von Kohlfurt über Liebenwerda bis Falkenberg/Elster (später bis Wittenberg) in Betrieb genommen. Ursprünglich sollte die Strecke südlich an der Stadt vorbeiführen und der Bahnhof auf städtischer Flur errichtet werden. Die Stadt wollte bei Einhaltung dieser Bedingungen 20 Morgen Land unentgeltlich zur Verfügung stellen. Da die Auflagen letztlich nicht erfüllt werden konnten, zog die Stadt ihr Angebot zurück, und es wurden stattdessen Stammaktien im Wert von 600 Talern gezeichnet. Im gleichen Jahr wurde das ehemalige Fischerdorf Stadtwinkel eingemeindet.

Robert Reiss

Unter Bürgermeister Paul Moritz Rose vollzog sich seit seiner Übernahme der Amtsgeschäfte 1883 eine aufstrebende Entwicklung, die Industrialisierung der Stadt setzte ein und die Einwohnerzahl begann zu wachsen. 1882 eröffnete in der Bahnhofstraße der Landvermesser Robert Reiss ein Versandgeschäft für Vermessungsinstrumente und Büroartikel. Das Unternehmen entwickelte sich innerhalb weniger Jahre zum Marktführer der Branche. 1896 begann es mit der Produktion geodätischer Instrumente und wurde bald einer der größten Arbeitgeber des Ortes. Zwei Jahre später wurde das erste Elektrizitätswerk in Betrieb genommen. 1910 beschäftigte das Unternehmen bereits 440 Mitarbeiter. Weitere ansässige Unternehmen waren in dieser Zeit unter anderem die Zeichen- und Meßgerätefabrik Carl Weiland mit 200 Beschäftigten und die Orgelfabrik Arno Voigt. 1912 wurden Teile des benachbarten Ortes Maasdorf gegen eine Zahlung von 20.000 Mark in die Stadt einbezogen. 1939 folgten die Ortschaft Weinberge sowie der Dobraer Ortsteil Neudobra.
Ab 1904 wurden in Liebenwerda Moorbäder zur Behandlung rheumatischer Leiden verabreicht. Erster Badegast war am 12. Dezember im fast vollendeten Neubau der Moorbad-Gesellschaft m.b.H eine Dame aus Elsterwerda, die zu diesem Anlass einen Blumenstrauß überreicht bekam. In der Folgezeit entwickelte sich der Badebetrieb immer weiter. Wurden 1905 noch 4.171 Bäder verabreicht, so waren es 1912 schon 6.865. Seit dem 16. Januar 1925 trägt die Stadt den Titel „Bad“, nachdem das Preußische Staatsministerium am 9. Januar 1925 einer Umbenennung der Stadt mit den Worten „Möge die Stadt unter dem neuen Namen glücklichen und gesegneten Zeiten entgegengehen!“ zustimmte.
1909 wurde der Wasserturm erbaut, der 1988 gesprengt wurde. Die 1929 einsetzende Weltwirtschaftskrise machte auch den Liebenwerdaern Unternehmen zu schaffen und trieb viele von ihnen in den Ruin. 1932 war die Stadt vom totalen Niedergang ihrer Betriebe geprägt.
Die Machtübernahme der Nationalsozialisten 1933 hatte auch Auswirkungen auf Bad Liebenwerda. Die NSDAP erzielte bei der Wahl am 12. März 1933 1.382 Stimmen in der Stadt, während die SPD sich mit 269 und die KPD mit 134 Stimmen begnügen mussten. Nach dem Verbot der Gewerkschaften besetzten die Nazis am 2. Mai deren Büros, und am 1. Juni marschierten SA, SS sowie die Hitlerjugend durch die Liebenwerdaer Bergstraße. Am 24. August 1935 beschloss der Stadtrat in einer nichtöffentlichen Sitzung unter anderem, dass Handwerker und Geschäftsleute bei der Vergabe städtischer Aufträge ausgeschlossen werden könnten, wenn bei der Auftragsvergabe Juden mitwirkten.
Mit Beginn des Zweiten Weltkriegs wurden auch Liebenwerdaer Bürger zum Kriegsdienst einberufen. Unternehmen mussten ihre Produktion umstellen. Bald arbeiteten dort auch Kriegsgefangene, die die einberufenen Arbeiter ersetzen mussten. Die beiden Glocken der Stadtkirche wurden 1942 zu Rüstungszwecken eingeschmolzen. 1943 folgte die Bronzefigur des Michelbrunnens. Im Jahr darauf entging die Stadt zu Pfingsten nur knapp einer Katastrophe, als alliierte Bomberverbände über der Stadt 375 Sprengbomben abwarfen, die im Süden der Stadt zumeist auf den Feldern niedergingen. Dabei kam eine 70-jährige Frau ums Leben, ein Haus wurde völlig zerstört und 35 Häuser wurden beschädigt.

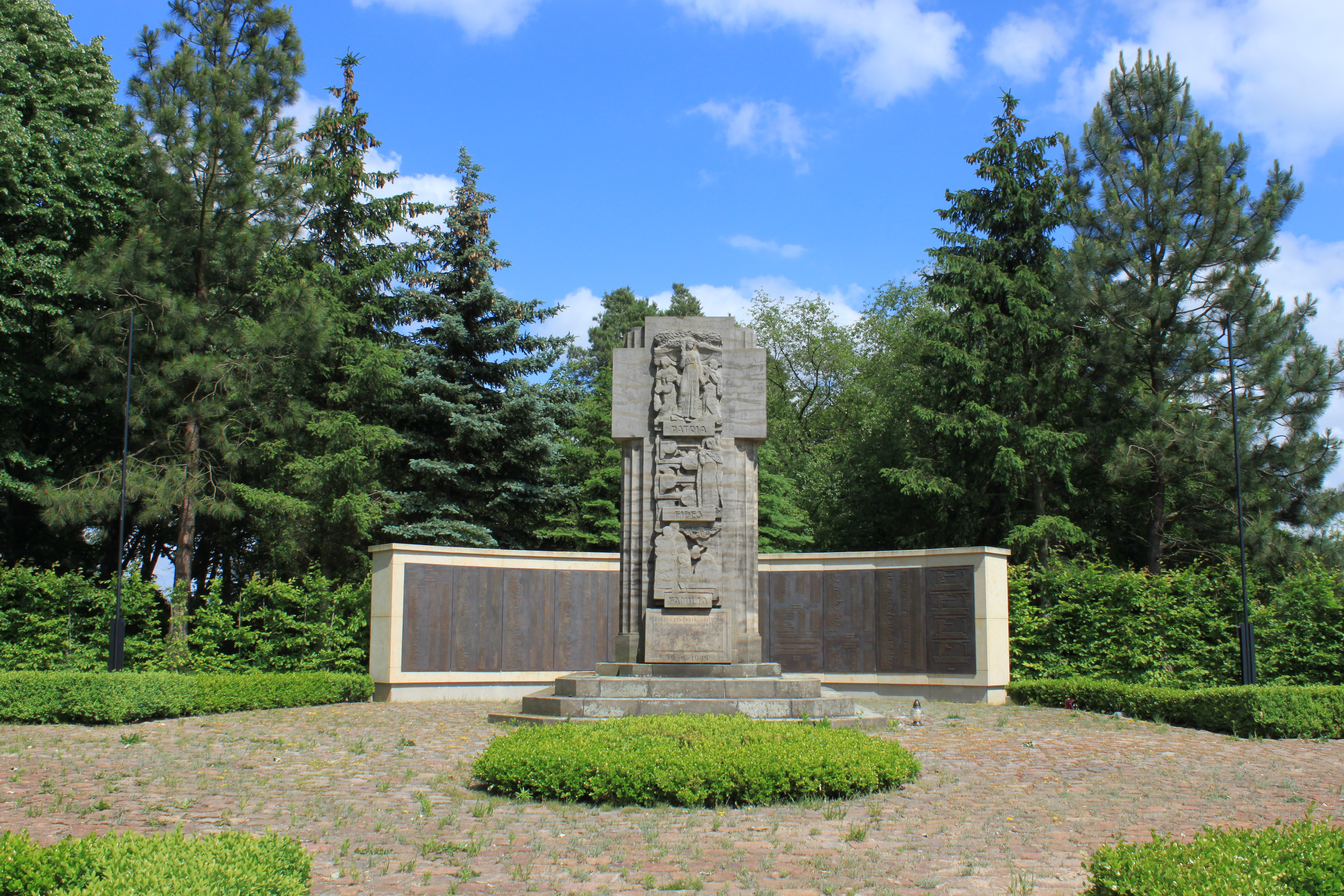
Soldatenfriedhof mit Gedenkstätte im Ortsteil Neuburxdorf

Auf der Flur des Ortsteils Neuburxdorf befand sich von 1939 bis 1945 das Kriegsgefangenenlager Stalag IV B. Von den insgesamt etwa 300.000 Kriegsgefangenen kamen etwa 3000 meist sowjetische Soldaten ums Leben. Nach dem Ende des Kriegs wurde das Lager vom sowjetischen Geheimdienst NKWD als Speziallager Nr. 1 genutzt. Ungefähr 6700 der etwa 22.000 verhafteten Personen kamen im NKWD-Lager ums Leben und wurden in Massengräbern verscharrt.

#### Nachkriegszeit und DDR
Nach der Besetzung der Stadt durch Truppen der Roten Armee ließ am 22. April 1945 der sowjetische Stadtkommandant Major Maksakow im Gebäude des Finanzamtes in der Riesaer Straße eine Stadtkommandantur einrichten und einen provisorischen Stadtrat einsetzen. Nachdem dieser sein Amt am 18. Mai 1945 niederlegte, wurde der Klempner Artur Bluhm als Bürgermeister eingesetzt. Er war vor dem Machtantritt der Nazis der einzige kommunistische Stadtverordnete gewesen. Ein neuer Strom von Umsiedlern erreichte die Stadt im August. Die meisten von ihnen zogen weiter. 1.700 von ihnen blieben, und die Einwohnerzahl der Stadt stieg im Oktober 1946 auf 6.472. Das Liebenwerdaer Amtsgericht verhängte in dieser Zeit drakonische Strafen. So wurden zum Beispiel 1947 die Bauern Wilhelm Nußbeck, Wilhelm Jentzsch, Willy Thiemig und Hermann Dittmann in einem Schnellgerichtsverfahren zu 15 bzw. 12 Jahren Zuchthaus verurteilt, weil sie das Milchablieferungssoll nicht erfüllt und 3.400 Liter Milch selbst verkauft haben sollen.

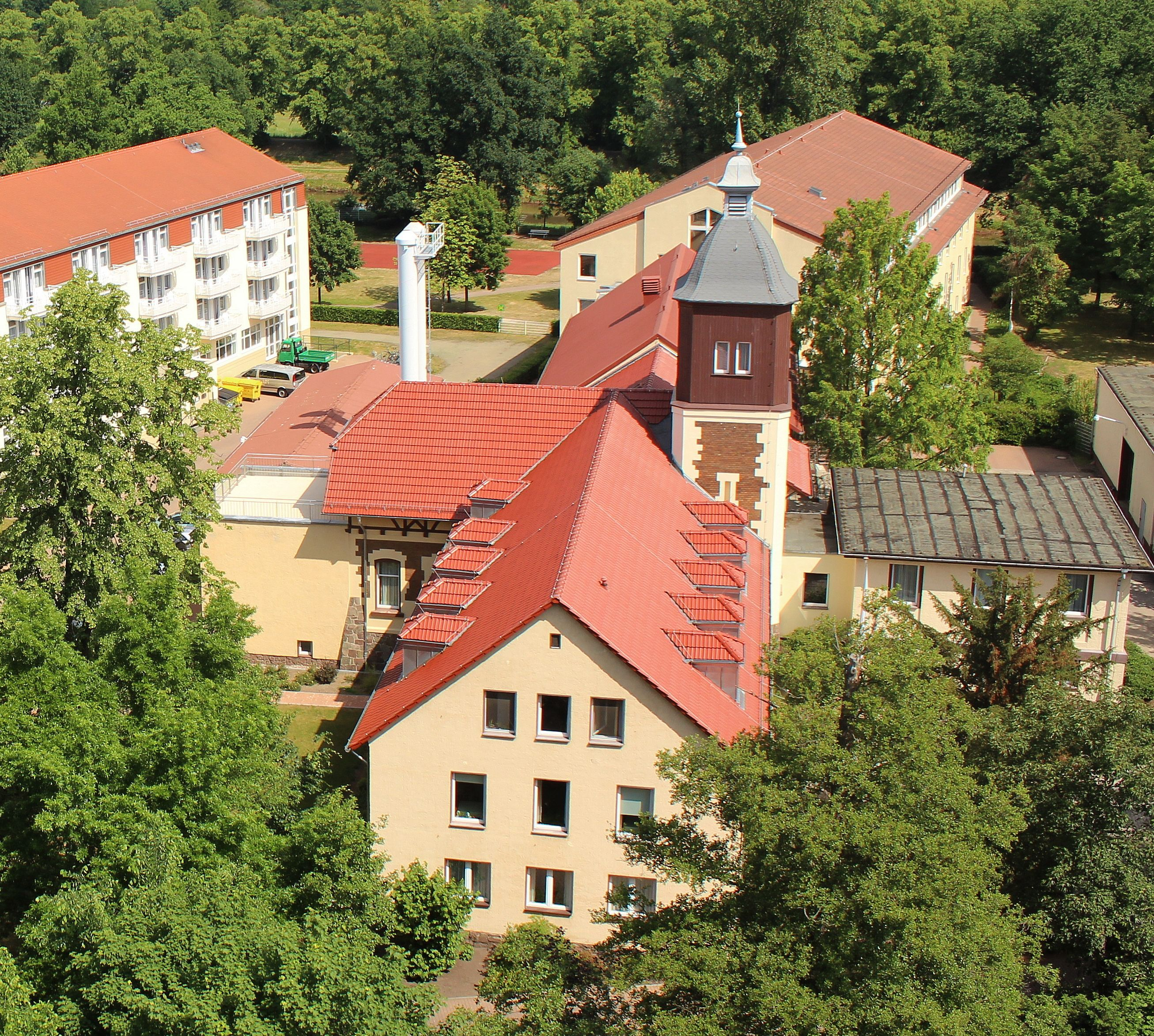
Gebäude des alten Eisenmoorbades

Die folgenden Jahre waren von Reformen geprägt. Die Mehrzahl der Betriebe ging in Volkseigentum über. Ihr Anteil betrug 1955 bereits 78 Prozent. Nach der 1945 einsetzenden Bodenreform kam es nun zu Gründungen von Landwirtschaftlichen Produktionsgenossenschaften. Das Eisenmoorbad der Stadt, das bereits 1946 wieder 26.505 Behandlungen verzeichnen konnte, wurde 1955 von der Sozialversicherung des FDGB übernommen. Die Festwoche 650 Jahre Stadtrecht fand vom 28. Mai bis zum 5. Juni 1954 statt. Höhepunkte des Heimatfestes waren ein großer Festumzug unter dem Motto Liebenwerda vom Mittelalter bis zur Gegenwart und ein abschließendes Feuerwerk am Elsterdamm.
1957 wurde in der Stadt die Arbeiterwohnungsbaugenossenschaft Elstertal mit damals 28 Mitgliedern gegründet, und im Norden der Stadt entstand ein Neubaugebiet.
Auf Grund der schlechten wirtschaftlichen Lage der DDR kam es in den 1980er Jahren auch zu Problemen in Bad Liebenwerda. Die ansässigen Betriebe hatten mit Arbeitskräftemangel, fehlenden Devisen und ausbleibenden Modernisierungen zu kämpfen. Während der Wendezeit 1989 fuhren viele Liebenwerdaer zu den Montagsdemonstrationen nach Leipzig, und als sich am 9. November 1989 die Grenze in Berlin öffnete, fand am 10. November ein spontanes Straßenfest statt. Bereits im Oktober hatten in Liebenwerda erste Aktivitäten der Bürgerrechtsbewegung begonnen, und es wurden Kontakte zum Neuen Forum und zur SDP geknüpft, Materialien organisiert und verbreitet. Am 5. Dezember wurde das Gebäude der Staatssicherheit in Liebenwerda besetzt und die Räume sowie die Panzerschränke anschließend durch die Staatsanwaltschaft unter Kontrolle von Vertretern aller Parteien und Bürgergruppen versiegelt.

#### Jüngere Vergangenheit
Nach der Wiedervereinigung gingen viele Firmen der Stadt und der Umgebung in Konkurs. Das Moorbad wurde gemäß dem Einigungsvertrag bis zum 1. Januar 1991 abgewickelt. Die letzten Kurpatienten verließen kurz vor Weihnachten die Klinik. Arbeitslosigkeit machte sich breit, und viele Bürger gingen in den Westen Deutschlands, um dort ihr Geld zu verdienen. Aber auch neue Betriebe entstanden. Man plante und realisierte Gewerbegebiete auf den Feldern im Westen der Stadt. In der Altstadt setzte schrittweise die Modernisierung der historischen Bausubstanz ein. Straßen und Plätze im Ort wurden erneuert. Nachdem Anfang 1991 die Altenheim- und Klinikgruppe Rolf Henning Mayer das ehemalige Moorbad übernommen hatte und über 50 Millionen DM in eine neue Kurklinik im Zentrum von Bad Liebenwerda investierte, wurde nun alles unternommen, um den Status Kurstadt zu behalten, den sie dann am 30. September 1994 als erste Stadt im Land Brandenburg befristet erhielt. Nach einer weiteren befristeten Anerkennung 1998 erhielt Bad Liebenwerda schließlich 2003 unbefristet den Titel Ort mit Peloidbetrieb. Seit dem 21. Oktober 2010 ist Bad Liebenwerda ein Ort der Vielfalt.
Obwohl Stadt und Kreis Bad Liebenwerda zuvor nie zu Brandenburg bzw. zur gleichnamigen preußischen Provinz gehörten, wurden sie 1990 gemäß Kreistagsbeschluss dem wiederbegründeten Land Brandenburg zugeordnet. Nicht verbindliche Bürgerumfragen im Vorfeld hatten hingegen eine klare Präferenz für eine Rückkehr zu Sachsen gezeigt. Im Zuge der Kreisreform entstand 1993 schließlich der Landkreis Elbe-Elster aus den Landkreisen Bad Liebenwerda, Finsterwalde und Herzberg. Bad Liebenwerda verlor wie Finsterwalde den Status als Kreisstadt. Die Kreisstadt des neuen Landkreises wurde Herzberg. Bei den folgenden Umstrukturierungen der Kreisverwaltung verblieb in der Stadt nur noch das Straßenverkehrsamt. 2004 feierte die Stadt im Rahmen einer Festwoche das Jubiläum 700 Jahre Stadtrecht Bad Liebenwerda.
Im März 2019 beschloss die Stadtverordnetenversammlung, dass sich Bad Liebenwerda zum 1. Januar 2020 mit Falkenberg/Elster, Mühlberg/Elbe und Uebigau-Wahrenbrück (alle Landkreis Elbe-Elster) zur Verbandsgemeinde Liebenwerda zusammenschließt. Im Sommer 2025 kritisierte Bürgermeister Johannes Berger eine Beschneidung seiner Kompetenzen durch die Verbandsgemeinde, insbesondere hinsichtlich Wirtschaftsförderung und Tourismus, was seiner Ansicht nach eigentlich in den Bereich des Kurortes fallen müsse.

### Eingemeindungen
Am 6. Dezember 1993 wurden die bis dahin selbstständigen Gemeinden Dobra, Kosilenzien, Kröbeln, Lausitz, Maasdorf, Möglenz, Neuburxdorf, Oschätzchen, Prieschka, Thalberg, Theisa, Zeischa und Zobersdorf nach Bad Liebenwerda eingemeindet.

### Verwaltungszugehörigkeit
- 1499 Kurfürstentum Sachsen, Kurkreis
- 1807 Königreich Sachsen, Wittenbergischer Kreis
- 1816 Preußen, Provinz Sachsen, Regierungsbezirk Merseburg, Landkreis Liebenwerda
- 1947 Land Sachsen-Anhalt, Landkreis Liebenwerda
- 1952 Bezirk Cottbus, Kreis Bad Liebenwerda
- 1990 Land Brandenburg, Kreis Bad Liebenwerda
- 1993 Land Brandenburg, Kreis Elbe-Elster

## Bevölkerungsentwicklung
| Jahr | Einwohner |
| ---- | --------- |
| 1875 | 3 025     |
| 1890 | 3 013     |
| 1910 | 3 315     |
| 1925 | 3 517     |
| 1933 | 3 571     |
| 1939 | 4 968     |

| Jahr | Einwohner |
| ---- | --------- |
| 1946 | 6 472     |
| 1950 | 6 487     |
| 1964 | 6 465     |
| 1971 | 6 767     |
| 1981 | 6 436     |
| 1985 | 6 268     |

| Jahr | Einwohner |
| ---- | --------- |
| 1990 | 05 947    |
| 1995 | 11 649    |
| 2000 | 11 326    |
| 2005 | 10 720    |
| 2010 | 09 973    |
| 2015 | 09 305    |

| Jahr | Einwohner |
| ---- | --------- |
| 2020 | 9 224     |
| 2021 | 9 242     |
| 2022 | 8.991     |
| 2023 | 8 970     |
| 2024 | 8 899     |

Gebietsstand des jeweiligen Jahres, Einwohnerzahl: Stand 31. Dezember (ab 1990), ab 2011 auf Basis des Zensus 2011, ab 2022 auf Basis des Zensus 2022
Der starke Anstieg der Einwohnerzahl 1995 ist auf die Eingemeindung von 13 Orten nach Bad Liebenwerda im Jahr 1993 zurückzuführen.
 Dialekt und Sprachgebrauch 
Der heutige Liebenwerdaer Dialekt ist Teil der nordosterländischen Mundart des alten sächsischen Sprachgebietes, das sich unter dem Einfluss der niederdeutschen Besiedlung Sachsens zwischen dem 11. und 13. Jahrhundert herausbildete und der thüringisch-obersächsischen Dialektgruppe zugeordnet wird.

## Politik

### Stadtverordnetenversammlung
Die Stadtverordnetenversammlung von Bad Liebenwerda besteht aus 18 Stadtverordneten und dem ehrenamtlichen Bürgermeister als stimmberechtigtem Mitglied. Das Ergebnis der Wahl zur Stadtverordnetenversammlung am 9. Juni 2024 wurde im Juli 2024 vom Wahlausschuss der Stadt Bad Liebenwerda für ungültig erklärt, da Briefwähler aus Bad Liebenwerda im Vorfeld der Wahl Stimmzettel aus der Nachbarstadt Uebigau-Wahrenbrück erhalten hatten. Die Wahl der Stadtverordnetenversammlung wurde zeitgleich mit der Landtagswahl am 22. September 2024 wiederholt und führte zu folgendem Ergebnis:
| Partei / Wählergruppe            | Stimmenanteil September 2024 | Sitze September 2024 |        | Stimmenanteil Juni 2024 | Sitze Juni 2024 | Stimmenanteil 2019 | Sitze 2019 |
| -------------------------------- | ---------------------------- | -------------------- | ------ | ----------------------- | --------------- | ------------------ | ---------- |
| AfD                              | 28,1 %                       | 5                    | 25,2 % | 5                       | 15,1 %          | 3                  |            |
| Stark für die Ortsteile/Stadt    | 15,2 %                       | 3                    | 15,2 % | 3                       | 18,9 %          | 3                  |            |
| CDU                              | 12,8 %                       | 2                    | 13,5 % | 2                       | 18,3 %          | 3                  |            |
| Bürgerinitiative – Wir für euch  | 11,4 %                       | 2                    | 15,3 % | 3                       | –               | –                  |            |
| SPD                              | 09,6 %                       | 2                    | 05,8 % | 1                       | 11,6 %          | 2                  |            |
| FDP                              | 08,4 %                       | 2                    | 08,3 % | 1                       | 13,8 %          | 2                  |            |
| Die Linke                        | 06,3 %                       | 1                    | 08,6 % | 2                       | 14,2 %          | 3                  |            |
| Einzelbewerber Rico Gogolin      | 04,4 %                       | 1                    | 04,8 % | 1                       | 03,8 %          | 1                  |            |
| Einzelbewerber Johannes Jakober  | 02,4 %                       | –                    | 02,4 % | –                       | –               | –                  |            |
| Einzelbewerber Ronny Richter     | 01,3 %                       | –                    | 01,0 % | –                       | –               | –                  |            |
| Bündnis 90/Die Grünen            | –                            | –                    | –      | –                       | 03,2 %          | 1                  |            |
| Initiative Prieschka hat Zukunft | –                            | –                    | –      | –                       | 01,3 %          | –                  |            |

Von den Sitzen der AfD bleibt einer unbesetzt, da die Partei nur vier Kandidaten zur Wahl aufgestellt hatte.
In Brandenburg hat jeder Wähler bei der Kommunalwahl drei Stimmen, die er auf die Bewerber eines Wahlvorschlages oder unterschiedlicher Wahlvorschläge verteilen kann.

### Bürgermeister
- 1961–1988: Rudolf Hanitzsch (SED)
- 1988–1990: Richard Daschke (SED)
- 1990–1991: Ernst Riedel
- 1991–1993: Heinz Tiemeyer
- 1993–1995: Detlev Leissner (SPD)
- 1996–2004: Horst Große (CDU)
- 2004–2019: Thomas Richter (CDU)[24]
- seit 2020: Johannes Berger (Einzelbewerber, vorher BVB/Freie Wähler)[25]

Richter wurde in der Bürgermeisterwahl am 3. Juni 2012 mit 63,8 % der gültigen Stimmen für eine weitere Amtszeit von acht Jahren gewählt.  Er wechselte zum 1. Januar 2020 zur Verbandsgemeinde Liebenwerda und wurde dort 1. Beigeordneter des Bürgermeisters.
Berger wurde am 22. Januar 2020 von der Stadtverordnetenversammlung zum ehrenamtlichen Bürgermeister gewählt. Bei der Wahl am 9. Juni 2024 wurde Berger bei einem Gegenkandidaten mit 66,9 % der abgegebenen Stimmen wiedergewählt.

### Wappen
| Wappen von Bad Liebenwerda | Blasonierung: „In Silber ein fenster- und torloser, bezinnter, spitzbedachter und beknaufter blauer Rundturm, belegt mit einem silbernen Schild, darin drei (2:1) rote Herzen.“ |
| Wappen von Bad Liebenwerda | Wappenbegründung: Das Wappen erscheint erstmals im Siegel der Stadt von 1487. Der im Wappen dargestellte Turm zeigt den Lubwartturm der früheren Wasserburg. Der kleine Schild zeigte möglicherweise ursprünglich das Wappen der Grafschaft Brehna, deren drei Seerosenblätter man jedoch später in Herzen umwandelte und damit ein redendes Bild für den Stadtnamen schuf. Anderen Deutungen zufolge könnten sich die drei Herzen auf die drei Sterne im Wappen der Herren von Ileburg beziehen, die lange Zeit über Liebenwerda herrschten. Das heutige Wappen wurde am 14. September 1993 genehmigt. |

### Flagge
Die Flagge der Stadt ist Weiß - Rot (1:1) gestreift und mittig dem Stadtwappen belegt.

### Dienstsiegel
Das Dienstsiegel zeigt das Stadtwappen mit der Umschrift „STADT BAD LIEBENWERDA - LANDKREIS ELBE-ELSTER“.

### Städtepartnerschaften
Seit 1990 gibt es eine Städtepartnerschaft mit Lübbecke in Nordrhein-Westfalen, die auf eine bereits viele Jahre zuvor bestehende Verbindung zwischen Mitgliedern der evangelischen Kirchengemeinden beider Städte zurückgeht. In einem feierlichen Festakt vor 1.000 Bürgern und Gästen fand am 26. Mai 1990 in der Liebenwerdaer Sporthalle die Unterzeichnung der Partnerschaftsurkunde statt. In Lübbecke erfolgte dies am 17. Juni 1990.
Auf bereits vor der Wende bestehende freundschaftliche Beziehungen geht die Städtepartnerschaft mit Nowe Miasteczko (Neustädtel) in der polnischen Woiwodschaft Lebus zurück. Am 7. Mai 1994 wurde die Partnerschaftsurkunde feierlich unterzeichnet.

## Sehenswürdigkeiten und Kultur

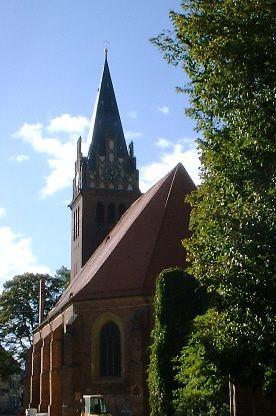
Stadtkirche Liebenwerda

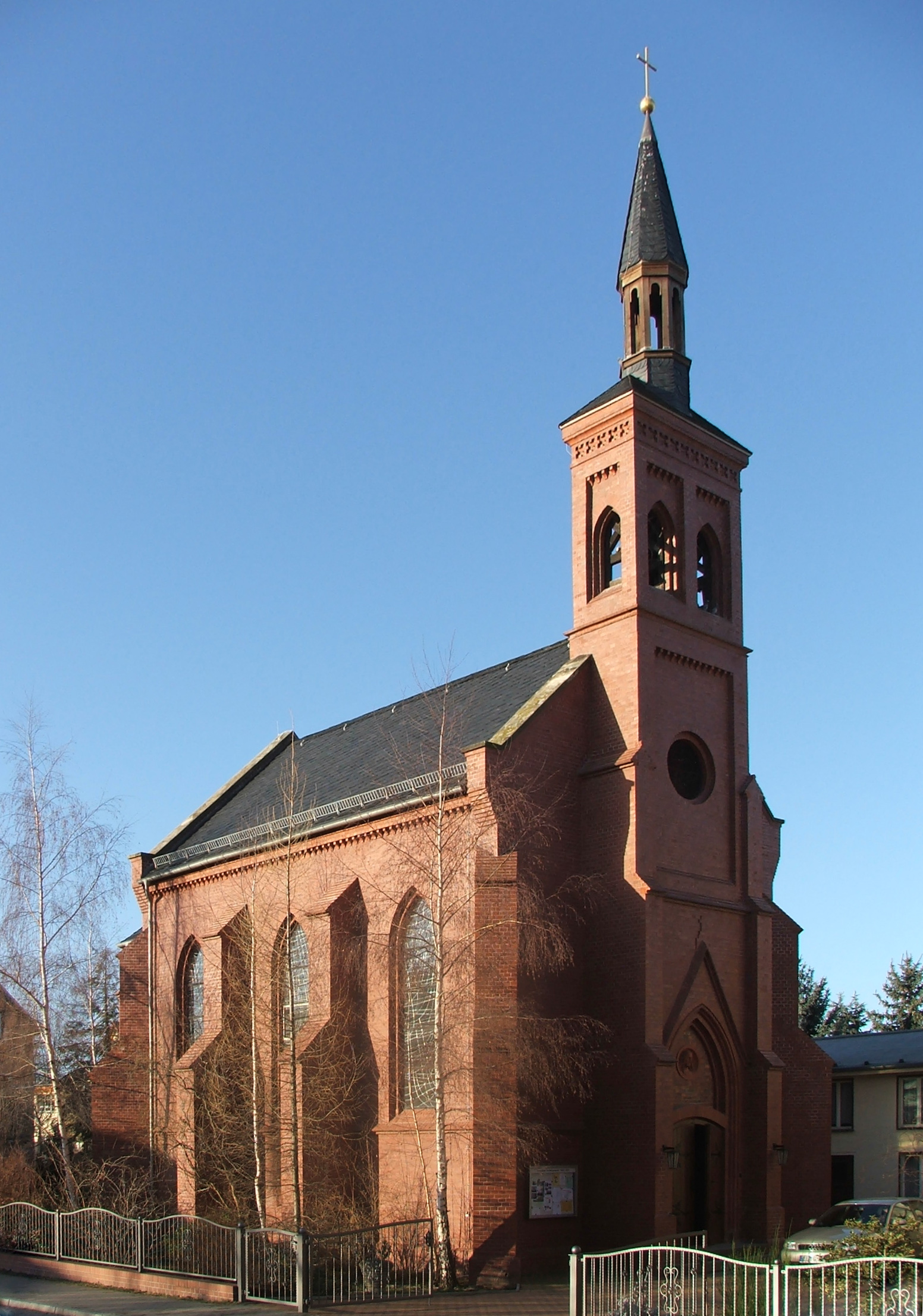
Katholische Kirche

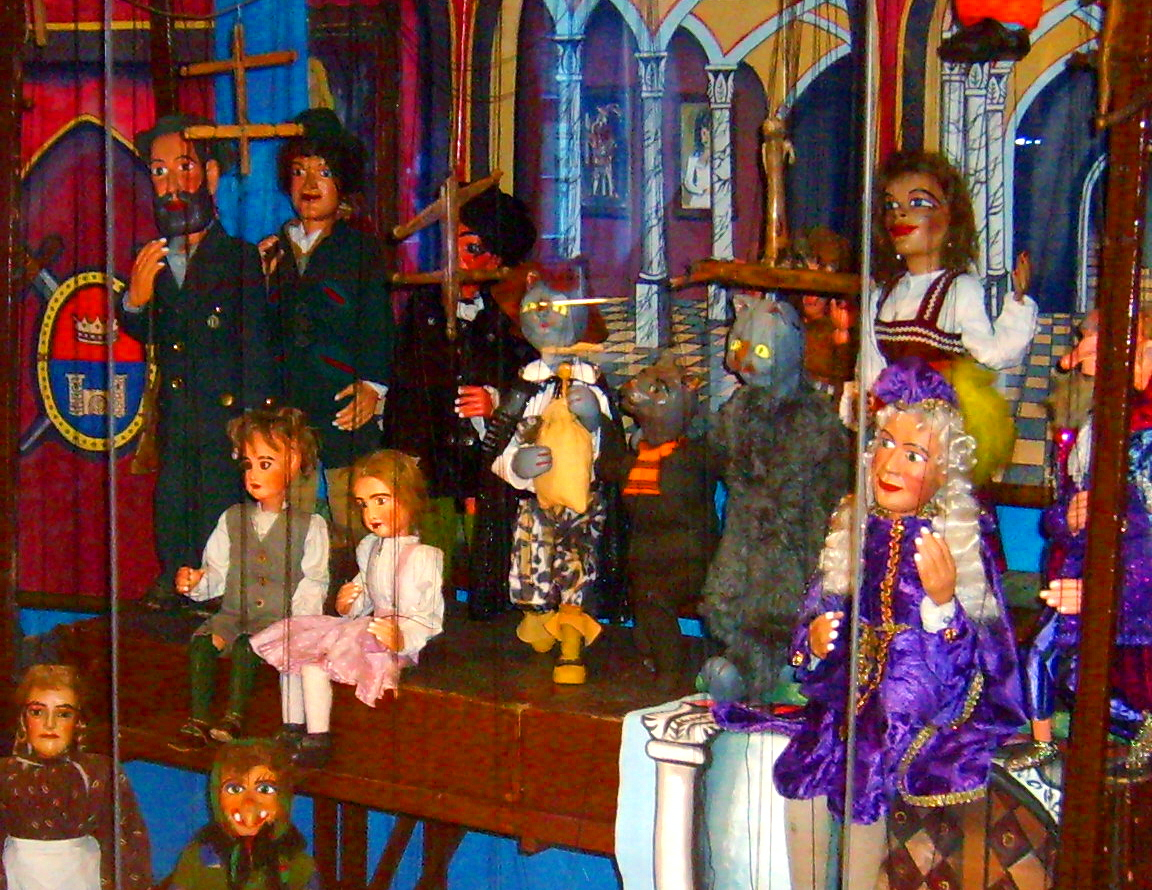
Marionettentheatersammlung im Kreismuseum

### Bauwerke
- Die Stadtpfarrkirche St. Nikolai ist ein spätgotisches Bauwerk, dessen genaues Baudatum unbekannt ist. Nach einem Brand setzte sich Friedrich III. dafür ein, sie im Jahr 1515 wieder aufzubauen. Aus den Jahren 1519 und 1544 sind Besuche Martin Luthers überliefert. Im Innern befinden sich eine neugotische Kanzel sowie eine prachtvolle Flachdecke, die August Oetken im Jahr 1911 gestaltete. Die Glasmalereien in den vier Fenstern des Chors zeigen Taufe, Geburt, Kreuzigung und Auferstehung Jesu Christi. Sie stammen aus dem Jahr 1908 und entstanden in der Werkstatt von Gerstner und Werner in Görlitz, gehen auf Stiftungen des Apothekers Liebe sowie des Büromaschinenherstellers Reiss zurück. Sehenswert ist weiterhin eine Fünte aus Sandstein aus dem Jahr 1671 sowie ein überlebensgroßes Kruzifix vor einem Triumphkreuz an der Südwand, das vermutlich aus dem 16. oder 17. Jahrhundert stammt.
- Gebäudeensemble am Burgplatz mit Lubwartturm, ehemaligem Bergfried der Burg und dem späteren Schloss Liebenwerda, Amtsgericht und Bürgerhaus
- Stadtkern, überwiegend aus historischer Bausubstanz bestehend, beispielsweise das Haus in der Rosmaringasse 4
- Die römisch-katholische, denkmalgeschützte Herz-Jesu-Kirche. Die Kirchengemeinde gehört zum Dekanat Torgau im Bistum Magdeburg.
- Kursächsische Postdistanzsäule, nach alten Unterlagen rekonstruiert und 2003 aufgestellt. Sie zeigt Entfernungsangaben in Stunden sowie das kurfürstlich-sächsische und königlich-polnische Wappen von August dem Starken. Das Original aus dem Jahr 1724 gilt als verschollen.
- Prähistorischer Burgwall zwischen den Ortsteilen Kröbeln und Kosilenzien

### Denkmäler
- Denkmalsbrunnen am Marktplatz

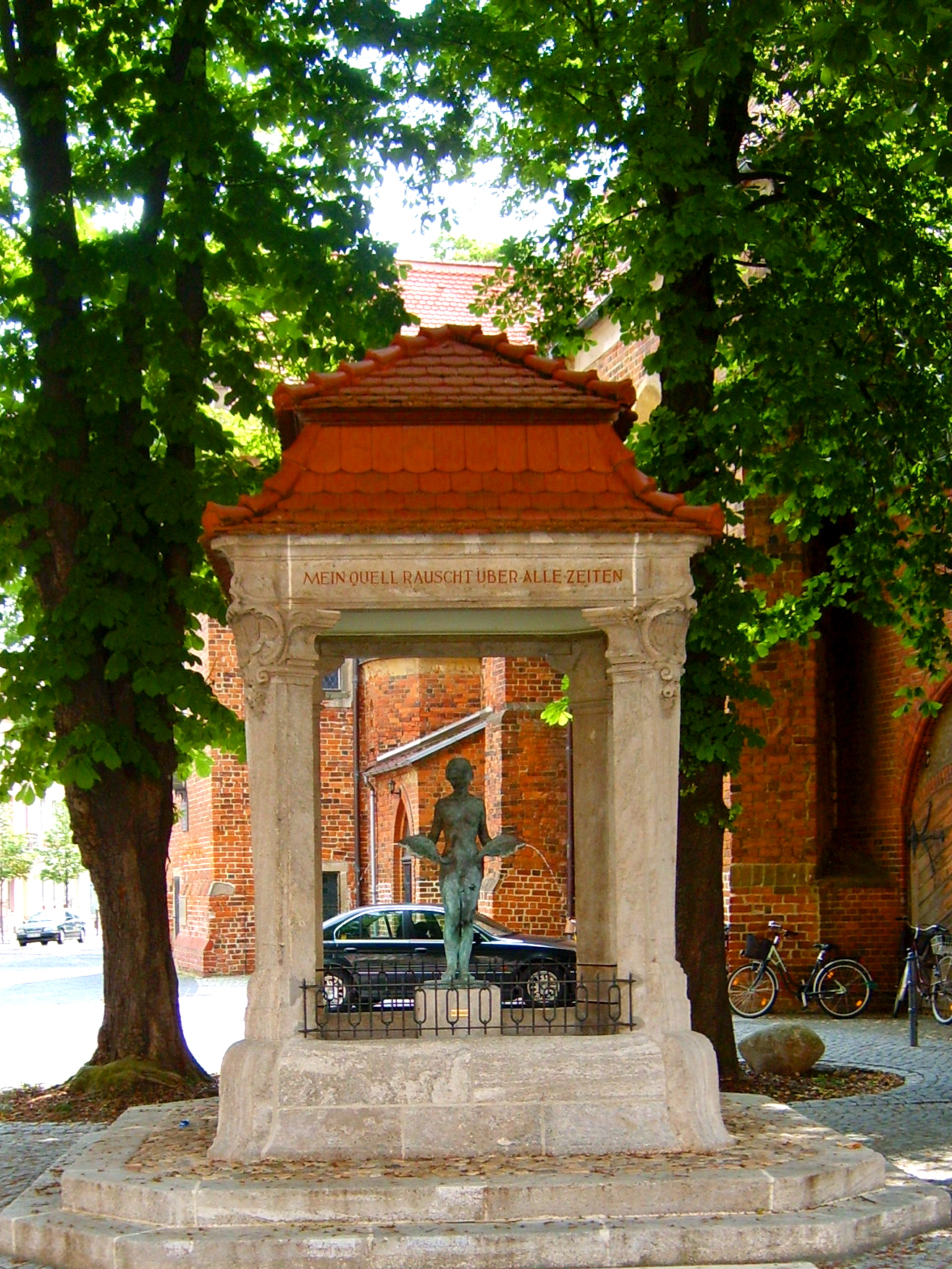
Denkmalsbrunnen

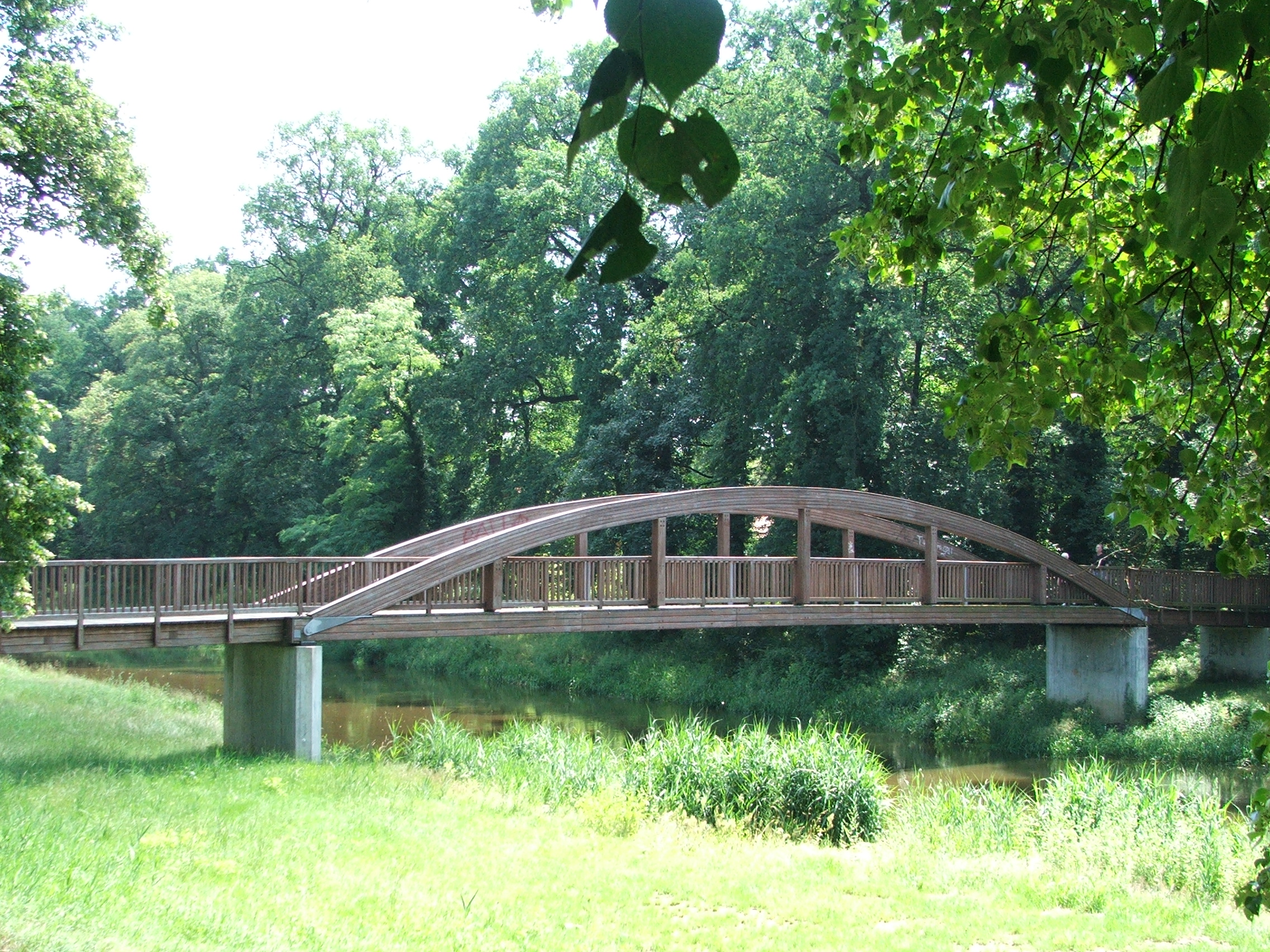
Wäldchenbrücke im Kurpark

- Gedenkstein für Widerstandskämpfer gegen den Nationalsozialismus mit Bronzerelief von Otto Anlauff (1957) im Stadtwäldchen
- Gedenkstein für 28 (nach anderen Angaben 69) umgekommene polnische Zwangsarbeiter im hinteren Teil des Stadtfriedhofs, Eingang Torgauer Straße, ebenfalls von Otto Anlauff (1963)
- Gedenkstein für erhängte polnische Zwangsarbeiter am Polengrab auf dem Bergfriedhof nördlich der Dresdener Straße
- Denkmal im Park zu Ehren des preußischen Königs Friedrich Wilhelm III., errichtet 1882 im „Wäldchen“
- Borsdorfdenkmal im Wäldchen
- Gedenkstein auf dem Bergfriedhof (Juni 2009 eingeweiht) zu Ehren fünf Gefangener (drei Deutsche, ein Niederländer, ein Serbe) des Zuchthauses Hameln, welche bei einem Todesmarsch aus dem Außenlager Holzen im April 1945 in Bad Liebenwerda zu Tode kamen[31]

### Museum
In unmittelbarer Nähe des Lubwartturms befindet sich das Kreismuseum Bad Liebenwerda. In seinen Räumen gibt es eine Dauerausstellung zur Verwurzelung des historischen mitteldeutschen Wandermarionettentheaters in der Region Bad Liebenwerda, eine Dauerausstellung über die im benachbarten Wahrenbrück geborenen Komponisten Gebrüder Graun sowie zeitlich begrenzte Sonderausstellungen zu verschiedenen historischen und kulturellen Themen.

### Parkanlagen
Der Kurpark, genannt „Wäldchen“, befindet sich zwischen Innenstadt und Schwarzer Elster. Am 5. März 1830 übertrug König Friedrich Wilhelm III. der Stadt Liebenwerda das „hinter dem Schlosse befindliche Fiskalische Gehölz, […] zum vollen, unveräußerlichen Eigenthume unter der Bedingung sorgfältiger Kultur für die Verschönerung der Stadtkommune“. Schon bald wurde das Wäldchen ein beliebtes Ausflugsziel. So entstand das „Schweizerhaus“, welches nach einem Brand 1899 in seiner heutigen Form wieder aufgebaut wurde. 1882 wurde ein Denkmal im Park zu Ehren Friedrich Wilhelms III. errichtet. Mit der Eröffnung des Moorbades 1905 wurde der Park als Kurpark genutzt. Kurkonzerte finden bis heute in einer Konzertmuschel neben dem Schweizerhaus statt.
Durch die spezielle Lage, umgeben von Wasser, war und bleibt es eine anspruchsvolle Aufgabe, den Baumbestand in einem ansehnlichen Zustand zu erhalten. Besonders der durch die Kohleförderung in der Lausitz schwankende Grundwasserspiegel hatte negative Auswirkungen auf die Parklandschaft.
1937 stiftete Otto Kloss den nach ihm benannten Garten der Stadt, welcher sich zwischen Wäldchen und Bahnhof befindet. Nach 1990 wurde der Kurpark nochmals erweitert, so durch den Park der Sinne, die Teiche gegenüber der Kurklinik und das Sportzentrum an der Querspange. 1998 entstand eine Minigolfanlage im Wäldchen.
In Bad Liebenwerda erinnert seit dem Jahr 2006 in einem neu angelegten Rosengarten eine knapp zwei Meter hohe Natursteinstele an die erste Begegnung amerikanischer und sowjetischer Truppen im Zweiten Weltkrieg an der Elbe. Einer der Orte, wo die Begegnung stattfand, war der Bad Liebenwerdaer Ortsteil Burxdorf. Im oberen Bereich der Stele zeigt ein Pfeil in Goldschrift mit der Aufschrift „Torgau“ in Richtung der Elbestadt. Ein weiterer Pfeil zeigt in Richtung Strehla. Die Westseite der Stele wurde mit dem Namen „Burxdorf“ und die Ostseite mit den Daten „23. April 1945“ und „25. April 1945“ versehen. Die Stele ist von amerikanischen, russischen und deutschen Rosen umgeben. Darunter befindet sich die Sorte eines Züchters aus Lüdinghausen, welche in einer Zeischaer Gärtnerei veredelt und auf den Namen „Joe-Polowsky-Friedensrose“ getauft wurde.

### Kulturelles Leben und regelmäßige Veranstaltungen
Neben den Bad Liebenwerdaer Kurkonzerten gibt es in der Stadt weitere traditionelle Veranstaltungen, wie das Schlauchbootrennen, das alljährlich am Wochenende nach Himmelfahrt auf der Schwarzen Elster stattfindet und von der Freiwilligen Feuerwehr sowie dem Feuerwehrverein Bad Liebenwerda e. V. organisiert wird.
Regelmäßig im Herbst findet in der Kurstadt die „Lange Nacht des Puppenspiels“ im Rahmen des „Internationalen Puppentheaterfestivals im Elbe-Elster-Land“ statt. Gespielt wird dabei auf mehreren Bühnen in den Straßen der Stadt sowie im Bad Liebenwerdaer Kreismuseum neben Handpuppentheater, Marionettentheater in der klassischen Form der lang geschnürten Fadenmarionetten oder auch in der kürzeren Form mit Stabmarionetten.
Weitere jährliche Veranstaltungen im Ort sind das von den Mineralquellen Bad Liebenwerda organisierte Brunnenfest, das Weinfest im Herbst und in den Ortsteilen der Stadt der Musikantenstadl sowie das Waldbadfest in Zeischa, das Reit- und Springturnier in Dobra und der seit 1984 im August stattfindende Thalberger Pferde- und Bauernmarkt.
Andere kulturelle Veranstaltungen, wie Konzerte, Theateraufführungen und Ausstellungen, finden meist im Kurhaus, im Bürgerhaus am Lubwartturm, in der Stadtkirche und der Musikmuschel im Kurpark statt.

### Musik
Das Musikleben der Stadt ist geprägt von Kurkonzerten. Diese fanden ursprünglich im Garten des Eisenmoorbades statt. Inzwischen wurden die Konzerte auch auf andere Bühnen des Stadtgebietes ausgedehnt, so in den Sommermonaten regelmäßig in der Musikmuschel am Haus des Gastes im Kurpark. Daneben gibt es regelmäßig Konzerte in der evangelischen Kirche St. Nikolai am Markt. Im Mai 2019 wurde am Markt in der ehemaligen Druckerei „Aktivist“ die Südbrandenburgische Orgelakademie eröffnet.

## Wirtschaft und Infrastruktur

### Mittelzentrum
Die Städte Bad Liebenwerda und Elsterwerda sind seit dem Jahr 1995 in der Landesplanung als gemeinsames Mittelzentrum in Funktionsergänzung ausgewiesen.
Die Stadt Bad Liebenwerda erfüllt die Funktion eines Kur-, Gesundheits-, Erholungs-, Wellness- und Tourismuszentrums durch die Schaffung und Erhaltung entsprechender Einrichtungen, wie der Fontana-Kliniken, der Lausitztherme Wonnemar und des EPIKUR-Zentrums für Gesundheit. Wichtig für diese Funktion war die Verleihung des Status eines Kurorts.
Die Stadt Elsterwerda hat die Funktion als Wirtschafts- und Schulstandort durch zahlreiche Investitionen in die gewerbliche Infrastruktur und die Schullandschaft unterstützt. Ein Belegungsgrad von 85 bis 95 % ist in den drei Gewerbegebieten (Ost, Nord und West) erreicht.
Beide Städte sind als zentrale Orte in den öffentlichen Personennahverkehr eingebunden. Dadurch ist es möglich, innerhalb von 30 Minuten alle geforderten Einrichtungen des gemeinsamen Mittelzentrums zu erreichen. Es stehen unter anderem umfangreiche medizinische Versorgungseinrichtungen der Grundversorgung wie zum Beispiel das Krankenhaus, aber auch der erweiterten Versorgung im ambulanten, stationären und therapeutischen Bereich zur Verfügung.
Zur Fortführung der bisherigen positiven Entwicklung und Zusammenarbeit wurde am 5. Januar 2006 durch die Vorsitzenden der Stadtverordnetenversammlungen und die Bürgermeister beider Städte ein Kooperationsvertrag der Städte Bad Liebenwerda und Elsterwerda als gemeinsames Mittelzentrum in Funktionsergänzung unterzeichnet.

### Ansässige Unternehmen
Die zur hessischen Rhön-Sprudel-Gruppe gehörenden Getränkeunternehmen Mineralquellen Bad Liebenwerda GmbH und Bauer Fruchtsaft GmbH sind zwei der wichtigsten Arbeitgeber der Stadt.
Seit den 1860er Jahren gibt es Baumschulen in Bad Liebenwerda. In dieser Tradition steht das Unternehmen Forstbaumschulen „Fürst Pückler“ Zeischa GmbH.
Die Tradition des Orgelbauhandwerks in der Stadt reicht bis in das Jahr 1855 zurück, heute vertreten durch die Mitteldeutsche Orgelbau A. Voigt GmbH.
Die Reiss Büromöbel GmbH wurde 1882 durch Herrmann Robert Reiss gegründet. Zunächst als Versandhandel für Büro- und Geodätenbedarf konnte die Firma bald internationalen Ruf erlangen. Durch Innovationen wie die Einführung des ersten Steh-Sitz-Schreibtisches in Deutschland um 1910 sowie die Entwicklung der ersten Laufwagen-Zeichenmaschine im Jahr 1921 wurde das Unternehmen einer der wichtigsten Arbeitgeber in der Stadt.

### Medizinische Einrichtungen

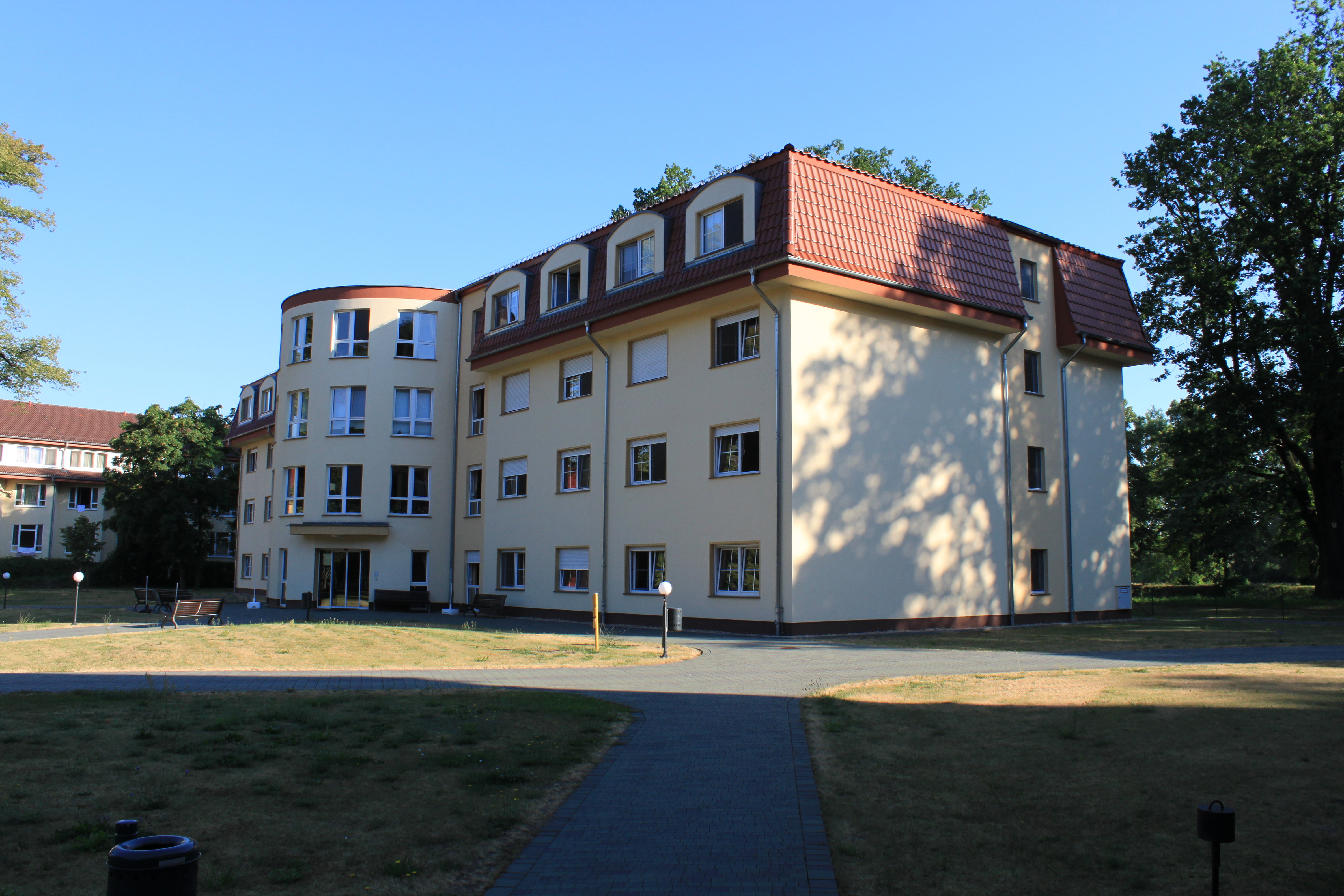
Psychotherapeutische Klinik

Die Fontana-Klinik ist eine Rehabilitationseinrichtung für Erkrankungen des Muskel- und Skelettsystems. Seit 1905 gibt es eine Kurklinik in Bad Liebenwerda. Zusammen mit der Psychotherapeutischen Klinik Bad Liebenwerda, einer Fachklinik für abhängigkeitskranke Menschen und dem Epikur-Zentrum, das sich auf Rehabilitation und medizinische Versorgung spezialisiert hat, bilden die Einrichtungen den Kern des Bad Liebenwerdaer Kurbetriebes.

### Lausitztherme „Wonnemar“

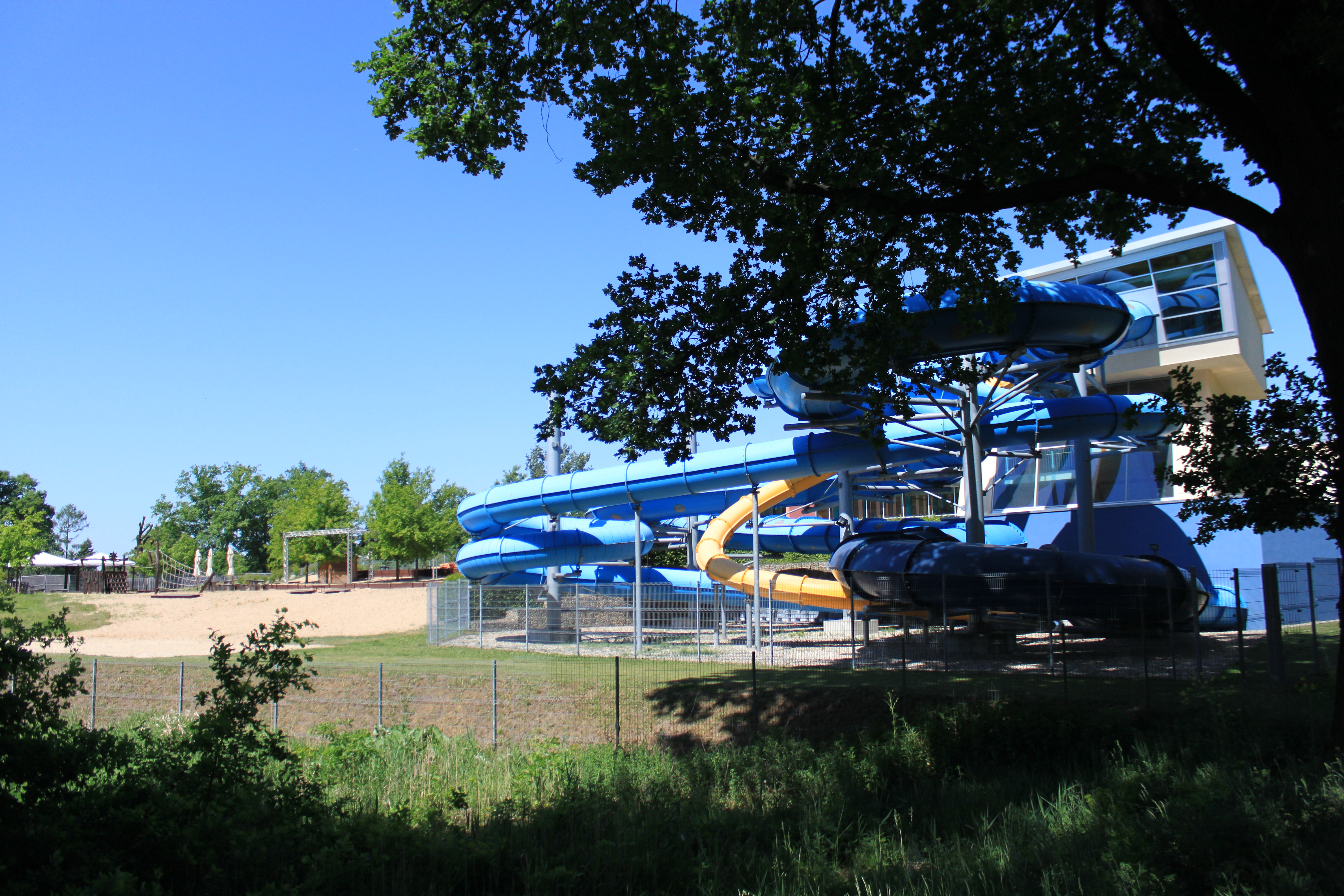
Lausitztherme Wonnemar

Am 17. Juni 2004 eröffnete die Lausitztherme „Wonnemar“. Neben einem Erlebnis- und Sportbad mit Rutschenturm, Strömungsbecken und Wellenbecken gibt es ein Mineralforum, eine Saunalandschaft sowie einen Fitness- und Gesundheitsclub.
Wegen der Corona-Pandemie wurde der Betrieb geschlossen; die Mutterfirma eröffnete am 1. November 2020 ein Insolvenzverfahren. Nach überstandener Insolvenz wurde es ein knappes Jahr später am 2. Oktober 2021 wiedereröffnet.

### Öffentliche Einrichtungen
- Rathaus (Stadtverwaltung)
- Geschäftsstelle der Bundesagentur für Arbeit
- Haus des Gastes (Informations- und Servicestelle)
- Elster-Natoureum („Natur-Erlebnis-Ausstellung“ mit Sehenswürdigkeiten im Miniaturformat)
- Verwaltung des Naturparks Niederlausitzer Heidelandschaft
- Brandenburgische Naturwacht
- Amtsgericht Bad Liebenwerda
- Sitz und Verwaltungsstandort der Verbandsgemeinde Liebenwerda

### Verkehr
Bad Liebenwerda liegt an den Bundesstraßen B 101 (zwischen Herzberg (Elster) und Elsterwerda) und B 183 (Torgau–Bad Liebenwerda). 2003 wurde die nördliche Ortsumfahrung eingeweiht. Die Planungen für die Südumfahrung (B183) begannen bereits 1994 und der Bau im Juni 2013. Die Ortsumgehung ist 5,2 Kilometer lang. Sie beginnt westlich von Bad Liebenwerda, ganz in der Nähe des Gewerbegebietes Lausitz. Die Trasse führt in einem großen Bogen nach Südosten. Der Lausitzer- sowie der Kleehorstgraben wurden mit Brücken überquert. Die Landesstraße 64 zwischen Bad Liebenwerda und Oschätzchen wird angeschlossen. Eine Brücke führt über die schwarze Elster. Es schließen sich die Brücken über die Kreisstraße 6210 nach Zobersdorf sowie über die DB-Strecke Roßlau-Horka an. Die neue Straße berücksichtigt auch die Belange des Hochwasserschutzes. Die Gesamtkosten betrugen rund 34 Millionen Euro.
Der Ausbau der B 101 zwischen Bad Liebenwerda und Elsterwerda startete im September 2017. Auf dem fast fünf Kilometer langen Abschnitt wurde die Fahrbahn erneuert und Überholstrecken eingerichtet. Um die Bauzeit zu verkürzen, kam sogenannter Kompaktasphalt zum Einsatz. Dabei handelt es sich um zwei Schichten des Straßenbelags, die unmittelbar hintereinander aufgebracht werden müssen. Abschließend erfolgt eine Verdichtung mit einer Vibrationswalze. Dieses Verfahren machte es erforderlich, den Streckenabschnitt zu sperren und den Verkehr auf den nebengelegenen Rad- und Wirtschaftswegen und einer Kommunalstraße vorbeizuführen. Die Baukosten betrugen 8,5 Millionen Euro. Die nächstgelegenen Autobahnanschlussstellen sind Ruhland und Ortrand an der A 13 Berlin–Dresden.

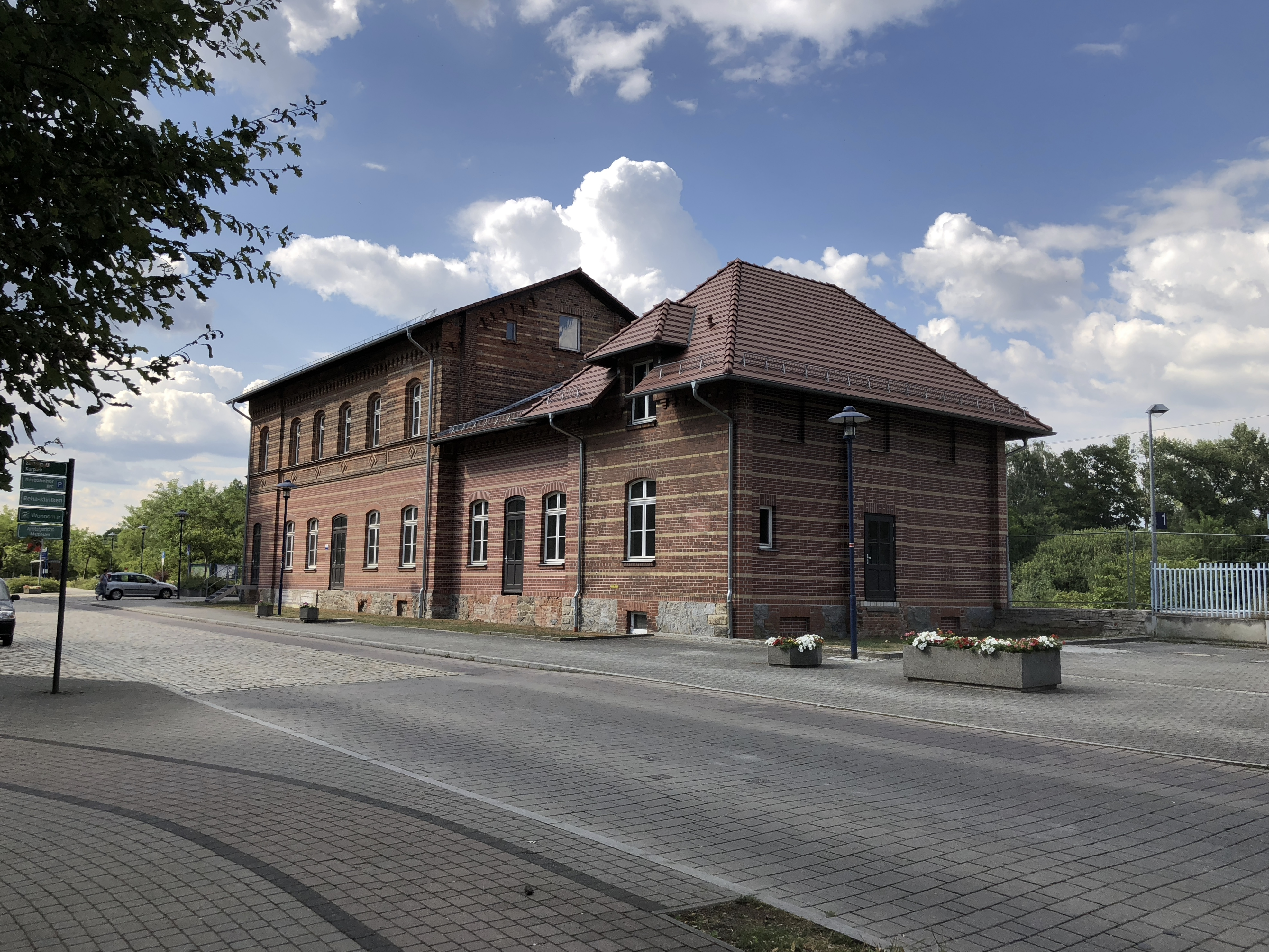
Ehemaliges Bahnhofsgebäude

Der Bahnhof Bad Liebenwerda liegt an der Bahnstrecke Węgliniec–Roßlau, erbaut von der Oberlausitzer Eisenbahn-Gesellschaft. Er wird von der Regionalexpresslinie RE 11 (Leipzig–Hoyerswerda) und der Regionalbahnlinie RB 49 Falkenberg (Elster)–Cottbus bedient.
Der öffentliche Personennahverkehr wird unter anderem durch den PlusBus des Verkehrsverbund Berlin-Brandenburg erbracht. Folgende Verbindung führt, betrieben von der VerkehrsManagement Elbe-Elster, ab Bad Liebenwerda:
- Linie 560: Bad Liebenwerda ↔ Schönborn ↔ Doberlug-Kirchhain ↔ Finsterwalde

Am Stadtpark befindet sich der in den letzten Jahren neu gebaute Busbahnhof, der sich zuvor auf dem Marktplatz befand.
Die der Stadt am nächsten gelegenen Binnenhäfen befinden sich in Riesa und Mühlberg an der Elbe.
Die nächsten Verkehrslandeplätze sind in den 20 km entfernten sächsischen Städten Großenhain und Riesa zu finden. Ein Sonderlandeplatz befindet sich in Schwarzheide. Der nächste Verkehrsflughafen ist der 60 km entfernte Flughafen Dresden, außerdem ist der Flughafen Berlin Brandenburg (ca. 120 km) ebenfalls verkehrsgünstig zu erreichen.

### Medien
In Bad Liebenwerda erscheint als regionale Tageszeitung die Lausitzer Rundschau mit zusätzlichen regionalen Seiten. Die kostenlosen Anzeigenblätter „Wochenkurier“ und „SonntagsWochenBlatt“ erscheinen wöchentlich. Von der Stadt Bad Liebenwerda wird monatlich „Der Stadtschreiber“, das Amtsblatt für die Stadt Bad Liebenwerda, herausgegeben; der „Kreisanzeiger“ des Landkreises Elbe-Elster erscheint nach Bedarf.
Der regionale Fernsehsender „Elbe-Elster Fernsehen“ mit Sitz in Elsterwerda ist über Kabel angeschlossen und erreicht nach eigenen Angaben in der Region ungefähr 75.000 Zuschauer.

### Bildung
In der Stadt befindet sich das Grundschulzentrum Robert Reiss, welches im August 2006 durch einen Zusammenschluss der Grundschulen Zobersdorf, Neuburxdorf und Bad Liebenwerda entstand. Seit dem Schuljahr 2007/08 wird die Schule als Ganztagsschule betrieben. Gegenwärtig werden dort ca. 400 Schüler unterrichtet.
Des Weiteren gibt es im Stadtgebiet die Robert-Reiss-Oberschule. Die Kreisvolkshochschule Elbe-Elster bietet in ihrer Bad Liebenwerdaer Regionalstelle Kurse und andere Weiterbildungsmöglichkeiten an. Die Kreismusikschule Gebrüder Graun betreibt in der Stadt ebenfalls eine Außenstelle. Im Ort bieten einige Erwachsenenbildungseinrichtungen Möglichkeiten der Aus- und Weiterbildung an.
In Bad Liebenwerda gibt es eine Stadtbibliothek, die neben den üblichen Ausleihmöglichkeiten von gegenwärtig ca. 21.000 Medien Bibliotheksführungen, literarische Veranstaltungen und Schriftstellerlesungen anbietet.

### Sport
Sportveranstaltungen 

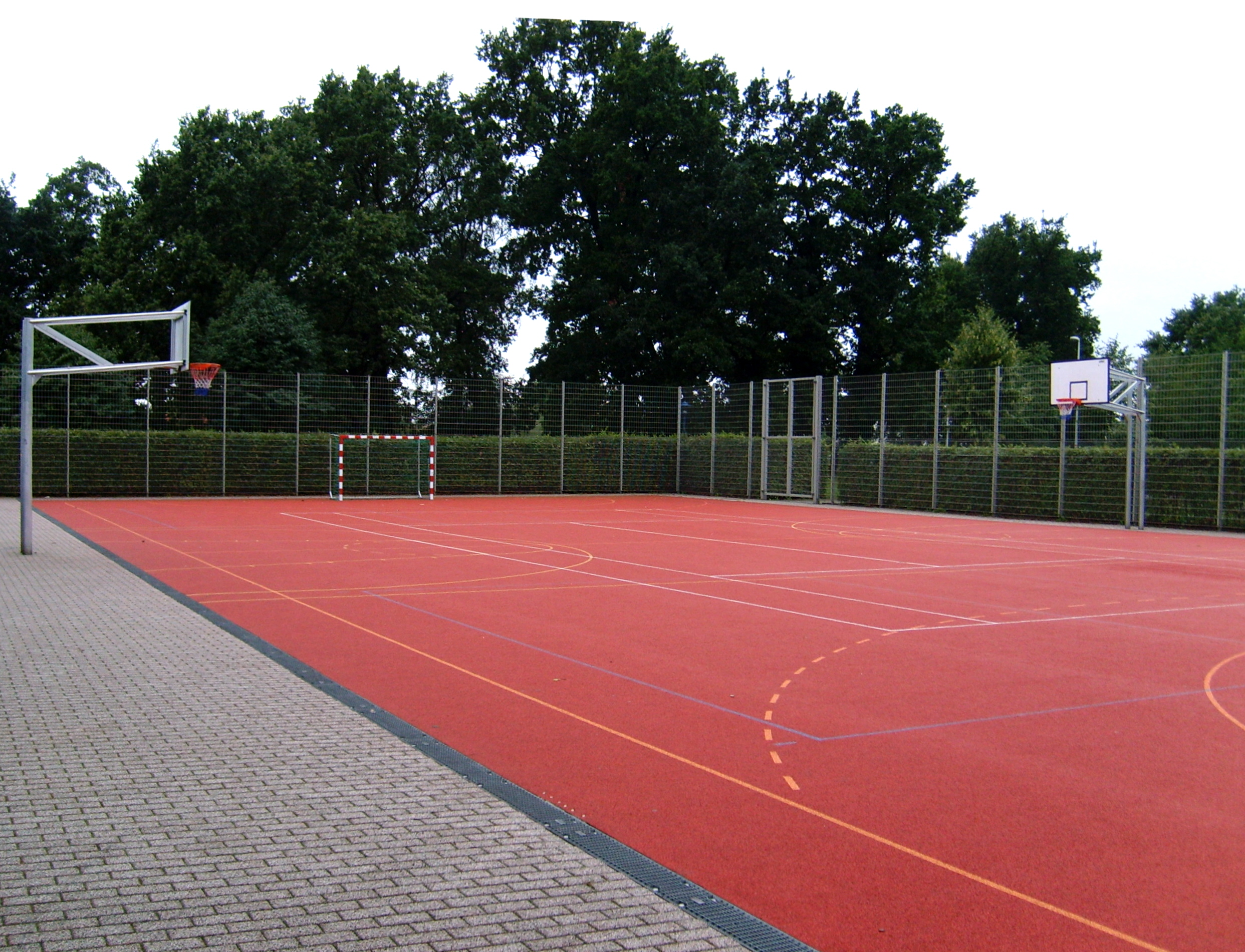
Sportanlage an der Querspange

Eine lange Tradition hat der Bad Liebenwerdaer Elsterlauf. 2016 fand er zum 38. Mal statt. Er wird in den Disziplinen Lauf, Nordic Walking, Wandern und Radfahren ausgetragen.
 Sportstätten 
- Waldstadion
- Sporthallen in der Heinrich-Heine-Straße und am Grundschulzentrum
- Multifunktionale Sportanlage an der Querspange
- Minigolfanlage im Kurpark

## Persönlichkeiten
Mit der Stadt Bad Liebenwerda stehen einige namhafte Persönlichkeiten in Verbindung. Deutliche Spuren hinterließ hier im 15. Jahrhundert Euphemia von Oels. Die Ehefrau des Kurfürsten Albrecht III. von Sachsen-Wittenberg bezog nach dessen Tod im Jahre 1422 die Burg Liebenwerda als Wittum und ließ hier umfangreiche Baumaßnahmen vornehmen.
In der Liebenwerdaer Superintendentur wirkten unter anderem der Theologe und Reformer Georg Lysthenius, Martin Knobloch, Traugott August Seyffarth, der Kirchenlieddichter Johann Gottfried Pilarik und Johann Gottfried am Ende. Ein weiterer Geistlicher war der in Liebenwerda geborene Gotthard Fritzsche. Er wurde nach seiner Auswanderung im Jahre 1841 zum Begründer der Evangelisch-Lutherischen Kirche in Australien.
In Wirtschaft und Politik wurden unter anderem Friedrich Bormann, Ernst von Bredow sowie Robert Reiss bekannt.
Mit der Stadt in Verbindung stehende Schriftsteller waren beziehungsweise sind Theodor Echtermeyer, Eduard Rüffer und Peter Huckauf. In der Heimatforschung machten sich vor allem Heinrich Nebelsieck und Karl Fitzkow verdient. Letzterer baute in den 1950er Jahren das Bad Liebenwerdaer Kreismuseum auf, dessen Leiter er wurde. In seiner Funktion als Denkmalpfleger engagierte sich Fitzkow für die Rettung zahlreicher Baudenkmale. So setzte er eine aufwendige Fassadensanierung des Lubwartturms durch und verhinderte damit dessen Abriss. Auch die Sanierung des Denkmalsbrunnens am Liebenwerdaer Marktplatz ist hauptsächlich Fitzkow zu verdanken. Außerdem verfasste er zahllose Beiträge in der Heimatliteratur, die im Liebenwerdaer Heimatkalender und in der regionalen Presse veröffentlicht oder vom Kreismuseum herausgegeben wurden.
Erfolgreiche Sportler waren Carl Lorenz (Olympiasieger im Tandem 1936) und der in Maasdorf geborene Axel Peschel (Gewinner der Internationalen Friedensfahrt 1968). Der in der Handball-Bundesliga spielende Christoph Schindler begann seine sportliche Karriere beim „HC Bad Liebenwerda“. Ebenso wie Hannes Rabe, der es beim bayrischen Handballverein Wölfe Würzburg in die 2. Handballbundesliga geschafft hat.
Verdient machten sich ebenfalls G. Wilhelm Hentschel, Heinz Tiemeyer, Walter Hartwig, Dieter Voigt, Egon Norbert Schindel, Wolfgang Liebe und Horst Kuhl, denen die Stadt Bad Liebenwerda die Ehrenbürgerwürde verlieh.